# قائمة رؤساء وزراء البرتغال
- أعلى اليسار: بيدرو دي سوزا هولشتاين الأول، دوق بالميلا كان أول رئيس وزراء للبرتغال.
- أعلى اليمين: أنطونيو سالازار أطول من شغل المنصب.
- أسفل اليسار: أنيبال كافاكو سيلفا أطول من شغل المنصب في الديمقراطية.
- أسفل اليمين: لويس مونتينيغرو هو رئيس الوزراء الحالي.

رئيس وزراء الجمهورية البرتغالية (بالبرتغالية: primeiro-ministro da República Portuguesa‏) هو رئيس حكومة البرتغال. ينسق صاحب المنصب أعمال جميع الوزراء ويمثل الحكومة وهو مسؤول أمام الجمعية الوطنية للجمهورية ويجب عليه أن يطلع رئيس الجمهورية على ما يفعله.
لا يوجد حد لعدد الفترات التي شغلها رئيس الوزراء. يعينه رئيس الجمهورية بعد الانتخابات التشريعية وبعد مقابلة كل زعيم حزب ممثل في الجمعية. يعين زعيم الحزب الذي يحصل على أغلبية الأصوات في الانتخابات عادة رئيسًا للوزراء. المقر الرسمي لرئيس الوزراء هو قصر بجوار قصر ساو بينتو على أن العديد من رؤساء الوزراء لم يعيشوا في القصر طوال خدمتهم.

## القائمة
فيما يلي مفتاح الألوان:
  مستقل

  Chartist/شامورو

  شامورو

  سيتيمبرزمو

  Regenerator

  Historic

  Reformist

  Regenerator/Historic

  Progressist

  Liberal Regenerator

  Republican

  Democratic

  National Republican/Sidonist

  Republican Liberal

  Reconstitution Party

  Nationalist Republican

  Democratic Leftwing Republican

  National Union/People's National Action

  Democratic Renewal Party

  الحزب الاشتراكي

  الحزب الديمقراطي الاجتماعي

  Democratic and Social Centre

### الملكية الدستورية الليبرالية الثانية (1834–1910)
| #  | الصورة | الاسم (الميلاد–الوفاة)                                                                                | فترة الحكم — الانتخابات               | فترة الحكم — الانتخابات | الحزب السياسي                    | الحكومة                         | العاهل                                                                            |
| -- | --- | --- | ------------------------------------- | ----------------------- | -------------------------------- | ------------------------------- | --------------------------------------------------------------------------------- |
| 1  | | Pedro de Sousa Holstein, Marquis of Palmela (1781–1850)                                               | 24 سبتمبر 1834                        | 4 مايو 1835             | Chartist/ شامورو                 | 1 Dev.                          | ماريا الثانية ملكة البرتغال (1834–1853) وفرديناند الثاني ملك البرتغال (1837–1853) |
| 1  | 1834 | Pedro de Sousa Holstein, Marquis of Palmela (1781–1850)                                               |                                       |                         | Chartist/ شامورو                 | 1 Dev.                          | ماريا الثانية ملكة البرتغال (1834–1853) وفرديناند الثاني ملك البرتغال (1837–1853) |
| 1  | أول رئيس وزراء رسمي للبرتغال. | Pedro de Sousa Holstein, Marquis of Palmela (1781–1850)                                               |                                       |                         |                                  | 1 Dev.                          | ماريا الثانية ملكة البرتغال (1834–1853) وفرديناند الثاني ملك البرتغال (1837–1853) |
| 2  | | Vitório Maria de Sousa Coutinho, Count of Linhares (1790–1857)                                        | 4 مايو 1835                           | 27 مايو 1835            | شامورو                           | 1 Dev.                          | ماريا الثانية ملكة البرتغال (1834–1853) وفرديناند الثاني ملك البرتغال (1837–1853) |
| 2  | — | Vitório Maria de Sousa Coutinho, Count of Linhares (1790–1857)                                        |                                       |                         | شامورو                           | 1 Dev.                          | ماريا الثانية ملكة البرتغال (1834–1853) وفرديناند الثاني ملك البرتغال (1837–1853) |
| 3  | | João Carlos de Saldanha Oliveira e Daun, Marquis of Saldanha (1790–1876)                              | 27 مايو 1835                          | 18 نوفمبر 1835          | مستقل                            | 2 Dev.                          | ماريا الثانية ملكة البرتغال (1834–1853) وفرديناند الثاني ملك البرتغال (1837–1853) |
| 3  | — | João Carlos de Saldanha Oliveira e Daun, Marquis of Saldanha (1790–1876)                              |                                       |                         | مستقل                            | 2 Dev.                          | ماريا الثانية ملكة البرتغال (1834–1853) وفرديناند الثاني ملك البرتغال (1837–1853) |
| 3  | استقال بعد مزاد أراضي مصبات أنهار تاجة وسادو والمساعدة العسكرية للملكة الإسبانية إيزابيل الثانية.                                                                                          | João Carlos de Saldanha Oliveira e Daun, Marquis of Saldanha (1790–1876)                              |                                       |                         |                                  |                                 | ماريا الثانية ملكة البرتغال (1834–1853) وفرديناند الثاني ملك البرتغال (1837–1853) |
| 4  | | José Jorge Loureiro (1791–1860)                                                                       | 18 نوفمبر 1835                        | 20 أبريل 1836           | مستقل                            | 3 Dev.                          | ماريا الثانية ملكة البرتغال (1834–1853) وفرديناند الثاني ملك البرتغال (1837–1853) |
| 4  | — | José Jorge Loureiro (1791–1860)                                                                       |                                       |                         | مستقل                            | 3 Dev.                          | ماريا الثانية ملكة البرتغال (1834–1853) وفرديناند الثاني ملك البرتغال (1837–1853) |
| 4  | سقطت الحكومة بعد فشلها في تمرير ميزانية الدولة. | José Jorge Loureiro (1791–1860)                                                                       |                                       |                         |                                  |                                 | ماريا الثانية ملكة البرتغال (1834–1853) وفرديناند الثاني ملك البرتغال (1837–1853) |
| 5  | | António José Severim de Noronha, Duke of Terceira a Marquis of Vila Flor (1792–1860)                  | 20 أبريل 1836                         | 10 سبتمبر 1836          | شامورو                           | 4 Dev.                          | ماريا الثانية ملكة البرتغال (1834–1853) وفرديناند الثاني ملك البرتغال (1837–1853) |
| 5  | يوليو 1836 ‏ | António José Severim de Noronha, Duke of Terceira a Marquis of Vila Flor (1792–1860)                  |                                       |                         | شامورو                           | 4 Dev.                          | ماريا الثانية ملكة البرتغال (1834–1853) وفرديناند الثاني ملك البرتغال (1837–1853) |
| 5  | وقعت بعد ثورة سبتمبر 1836. | António José Severim de Noronha, Duke of Terceira a Marquis of Vila Flor (1792–1860)                  |                                       |                         |                                  |                                 | ماريا الثانية ملكة البرتغال (1834–1853) وفرديناند الثاني ملك البرتغال (1837–1853) |
| 6  | | José da Gama Carneiro e Sousa, Count of Lumiares (1788–1849)                                          | 10 سبتمبر 1836                        | 4 نوفمبر 1836           | سيتيمبرزمو                       | 1 Set.                          | ماريا الثانية ملكة البرتغال (1834–1853) وفرديناند الثاني ملك البرتغال (1837–1853) |
| 6  | — | José da Gama Carneiro e Sousa, Count of Lumiares (1788–1849)                                          |                                       |                         | سيتيمبرزمو                       | 1 Set.                          | ماريا الثانية ملكة البرتغال (1834–1853) وفرديناند الثاني ملك البرتغال (1837–1853) |
| 6  | استقال في أعقاب واقعة بيلنزادا التي حاولت فيها الملكة ماريا الثانية ملكة البرتغال إزالة الحكومة.                                                                                           | José da Gama Carneiro e Sousa, Count of Lumiares (1788–1849)                                          |                                       |                         |                                  |                                 | ماريا الثانية ملكة البرتغال (1834–1853) وفرديناند الثاني ملك البرتغال (1837–1853) |
| —  | | خوسيه بيرناردينو دي برتغال إي كاسترو (1780–1840)                                                      | 4 نوفمبر 1836                         | 5 نوفمبر 1836           | مستقل                            | —                               | ماريا الثانية ملكة البرتغال (1834–1853) وفرديناند الثاني ملك البرتغال (1837–1853) |
| —  | — | خوسيه بيرناردينو دي برتغال إي كاسترو (1780–1840)                                                      |                                       |                         | مستقل                            | —                               | ماريا الثانية ملكة البرتغال (1834–1853) وفرديناند الثاني ملك البرتغال (1837–1853) |
| —  | لم يستلم المنصب. | خوسيه بيرناردينو دي برتغال إي كاسترو (1780–1840)                                                      |                                       |                         |                                  |                                 | ماريا الثانية ملكة البرتغال (1834–1853) وفرديناند الثاني ملك البرتغال (1837–1853) |
| 7  | | Bernardo de Sá Nogueira de Figueiredo, Viscount of Sá da Bandeira (1795–1876)                         | 5 نوفمبر 1836                         | 1 يونيو 1837            | سيتيمبرزمو                       | 2 Set.                          | ماريا الثانية ملكة البرتغال (1834–1853) وفرديناند الثاني ملك البرتغال (1837–1853) |
| 7  | نوفمبر 1836 ‏ | Bernardo de Sá Nogueira de Figueiredo, Viscount of Sá da Bandeira (1795–1876)                         |                                       |                         | سيتيمبرزمو                       | 2 Set.                          | ماريا الثانية ملكة البرتغال (1834–1853) وفرديناند الثاني ملك البرتغال (1837–1853) |
| 7  | أصلح الحكم المحلي وألغى الاتجار بالرق في المستعمرات البرتغالية. | Bernardo de Sá Nogueira de Figueiredo, Viscount of Sá da Bandeira (1795–1876)                         |                                       |                         |                                  |                                 | ماريا الثانية ملكة البرتغال (1834–1853) وفرديناند الثاني ملك البرتغال (1837–1853) |
| 8  | | António Dias de Oliveira (1804–1863)                                                                  | 1 يونيو 1837                          | 2 أغسطس 1837            | سيتيمبرزمو                       | 3 Set.                          | ماريا الثانية ملكة البرتغال (1834–1853) وفرديناند الثاني ملك البرتغال (1837–1853) |
| 8  | — | António Dias de Oliveira (1804–1863)                                                                  |                                       |                         | سيتيمبرزمو                       | 3 Set.                          | ماريا الثانية ملكة البرتغال (1834–1853) وفرديناند الثاني ملك البرتغال (1837–1853) |
| 8  | ثورة المارشال ‏. | António Dias de Oliveira (1804–1863)                                                                  |                                       |                         |                                  |                                 | ماريا الثانية ملكة البرتغال (1834–1853) وفرديناند الثاني ملك البرتغال (1837–1853) |
| 9  | | Bernardo de Sá Nogueira de Figueiredo, Viscount of Sá da Bandeira (للفترة الثانية) (1795–1876)        | 2 أغسطس 1837                          | 18 أبريل 1839           | سيتيمبرزمو                       | 4 Set.                          | ماريا الثانية ملكة البرتغال (1834–1853) وفرديناند الثاني ملك البرتغال (1837–1853) |
| 9  | 1838 | Bernardo de Sá Nogueira de Figueiredo, Viscount of Sá da Bandeira (للفترة الثانية) (1795–1876)        |                                       |                         | سيتيمبرزمو                       | 4 Set.                          | ماريا الثانية ملكة البرتغال (1834–1853) وفرديناند الثاني ملك البرتغال (1837–1853) |
| 9  | الدستور البرتغالي لعام 1838 ‏. | Bernardo de Sá Nogueira de Figueiredo, Viscount of Sá da Bandeira (للفترة الثانية) (1795–1876)        |                                       |                         |                                  |                                 | ماريا الثانية ملكة البرتغال (1834–1853) وفرديناند الثاني ملك البرتغال (1837–1853) |
| 10 | | Rodrigo Pinto Pizarro de Almeida Carvalhais, Baron of Ribeira de Sabrosa (1788–1841)                  | 18 أبريل 1839                         | 26 نوفمبر 1839          | سيتيمبرزمو                       | 5 Set.                          | ماريا الثانية ملكة البرتغال (1834–1853) وفرديناند الثاني ملك البرتغال (1837–1853) |
| 10 | — | Rodrigo Pinto Pizarro de Almeida Carvalhais, Baron of Ribeira de Sabrosa (1788–1841)                  |                                       |                         | سيتيمبرزمو                       | 5 Set.                          | ماريا الثانية ملكة البرتغال (1834–1853) وفرديناند الثاني ملك البرتغال (1837–1853) |
| 10 | أخر حكومة سيتيمبرزمو بالكامل | Rodrigo Pinto Pizarro de Almeida Carvalhais, Baron of Ribeira de Sabrosa (1788–1841)                  |                                       |                         |                                  |                                 | ماريا الثانية ملكة البرتغال (1834–1853) وفرديناند الثاني ملك البرتغال (1837–1853) |
| 11 | | José Lúcio Travassos Valdez, Count of Bonfim (1787–1862)                                              | 26 نوفمبر 1839                        | 9 يونيو 1841            | سيتيمبرزمو                       | 6 Set.                          | ماريا الثانية ملكة البرتغال (1834–1853) وفرديناند الثاني ملك البرتغال (1837–1853) |
| 11 | 1840 | José Lúcio Travassos Valdez, Count of Bonfim (1787–1862)                                              |                                       |                         | سيتيمبرزمو                       | 6 Set.                          | ماريا الثانية ملكة البرتغال (1834–1853) وفرديناند الثاني ملك البرتغال (1837–1853) |
| 11 | حكومة ائتلافية، أعاد العلاقات الدبلوماسية مع القوى الأوروبية الأخرى منها إسبانيا والكرسي الرسولي.                                                                                          | José Lúcio Travassos Valdez, Count of Bonfim (1787–1862)                                              |                                       |                         |                                  |                                 | ماريا الثانية ملكة البرتغال (1834–1853) وفرديناند الثاني ملك البرتغال (1837–1853) |
| 12 | | يواكيم أنطونيو دي أغيار (1792–1884)                                                                   | 9 يونيو 1841                          | 7 فبراير 1842           | سيتيمبرزمو                       | 7 Set.                          | ماريا الثانية ملكة البرتغال (1834–1853) وفرديناند الثاني ملك البرتغال (1837–1853) |
| 12 | — | يواكيم أنطونيو دي أغيار (1792–1884)                                                                   |                                       |                         | سيتيمبرزمو                       | 7 Set.                          | ماريا الثانية ملكة البرتغال (1834–1853) وفرديناند الثاني ملك البرتغال (1837–1853) |
| 12 | عُرف باسم "الراهب القاتل" بسبب دوره في حل الأديرة في البرتغال. ترك العمل بالدستور البرتغالي لعام 1838؛ استقال بعد استعادة الميثاق الدستوري لعام 1826.                                       | يواكيم أنطونيو دي أغيار (1792–1884)                                                                   |                                       |                         |                                  |                                 | ماريا الثانية ملكة البرتغال (1834–1853) وفرديناند الثاني ملك البرتغال (1837–1853) |
| 13 | | Pedro de Sousa Holstein, Marquis of Palmela (للفترة الثانية) (1781–1850)                              | 7 فبراير 1842                         | 9 فبراير 1842           | مستقل                            | G.E.                            | ماريا الثانية ملكة البرتغال (1834–1853) وفرديناند الثاني ملك البرتغال (1837–1853) |
| 13 | — | Pedro de Sousa Holstein, Marquis of Palmela (للفترة الثانية) (1781–1850)                              |                                       |                         | مستقل                            | G.E.                            | ماريا الثانية ملكة البرتغال (1834–1853) وفرديناند الثاني ملك البرتغال (1837–1853) |
| 13 | "حكومة شروفيتيد" بقيت لمدة 3 أيام. | Pedro de Sousa Holstein, Marquis of Palmela (للفترة الثانية) (1781–1850)                              |                                       |                         |                                  |                                 | ماريا الثانية ملكة البرتغال (1834–1853) وفرديناند الثاني ملك البرتغال (1837–1853) |
| 14 | | António José Severim de Noronha, Duke of Terceira a Marquis of Vila Flor (للفترة الثانية) (1792–1860) | 9 فبراير 1842                         | 20 مايو 1846            | Chartist                         | 1 R. Cart.                      | ماريا الثانية ملكة البرتغال (1834–1853) وفرديناند الثاني ملك البرتغال (1837–1853) |
| 14 | 1842، 1845 | António José Severim de Noronha, Duke of Terceira a Marquis of Vila Flor (للفترة الثانية) (1792–1860) |                                       |                         | Chartist                         | 1 R. Cart.                      | ماريا الثانية ملكة البرتغال (1834–1853) وفرديناند الثاني ملك البرتغال (1837–1853) |
| 14 | عُرف باسم "حكومة الاستعادة"، استقال بعد ثورة ماريا دا فونتي وهرب إلى المنفى في مدريد. | António José Severim de Noronha, Duke of Terceira a Marquis of Vila Flor (للفترة الثانية) (1792–1860) |                                       |                         |                                  |                                 | ماريا الثانية ملكة البرتغال (1834–1853) وفرديناند الثاني ملك البرتغال (1837–1853) |
| 15 | | Pedro de Sousa Holstein, Marquis of Palmela (للفترة الثالثة) (1781–1850)                              | 20 مايو 1846                          | 6 أكتوبر 1846           | Chartist                         | 2 R. Cart.                      | ماريا الثانية ملكة البرتغال (1834–1853) وفرديناند الثاني ملك البرتغال (1837–1853) |
| 15 | — | Pedro de Sousa Holstein, Marquis of Palmela (للفترة الثالثة) (1781–1850)                              |                                       |                         | Chartist                         | 2 R. Cart.                      | ماريا الثانية ملكة البرتغال (1834–1853) وفرديناند الثاني ملك البرتغال (1837–1853) |
| 15 | حدث في عهده انقلاب قصر إمبوسكادا. | Pedro de Sousa Holstein, Marquis of Palmela (للفترة الثالثة) (1781–1850)                              |                                       |                         |                                  |                                 | ماريا الثانية ملكة البرتغال (1834–1853) وفرديناند الثاني ملك البرتغال (1837–1853) |
| 16 | | João Carlos de Saldanha Oliveira e Daun, Duke of Saldanha (للفترة الثانية) (1790–1876)                | 6 أكتوبر 1846                         | 18 يونيو 1849           | Chartist                         | 3 R. Cart.                      | ماريا الثانية ملكة البرتغال (1834–1853) وفرديناند الثاني ملك البرتغال (1837–1853) |
| 16 | 1847 | João Carlos de Saldanha Oliveira e Daun, Duke of Saldanha (للفترة الثانية) (1790–1876)                |                                       |                         | Chartist                         | 3 R. Cart.                      | ماريا الثانية ملكة البرتغال (1834–1853) وفرديناند الثاني ملك البرتغال (1837–1853) |
| 16 | حدث في عهده حرب باتوليا التي أسفرت عن انتصار شارتيست؛ اتفاقية غراميدو. | João Carlos de Saldanha Oliveira e Daun, Duke of Saldanha (للفترة الثانية) (1790–1876)                |                                       |                         |                                  |                                 | ماريا الثانية ملكة البرتغال (1834–1853) وفرديناند الثاني ملك البرتغال (1837–1853) |
| 17 | | António Bernardo da Costa Cabral, Count of Tomar (1803–1889)                                          | 18 يونيو 1849                         | 26 أبريل 1851           | Chartist                         | 4 R. Cart.                      | ماريا الثانية ملكة البرتغال (1834–1853) وفرديناند الثاني ملك البرتغال (1837–1853) |
| 17 | — | António Bernardo da Costa Cabral, Count of Tomar (1803–1889)                                          |                                       |                         | Chartist                         | 4 R. Cart.                      | ماريا الثانية ملكة البرتغال (1834–1853) وفرديناند الثاني ملك البرتغال (1837–1853) |
| 17 | عاد من المنفى. استقال بسبب الاضطرابات السياسية والعسكرية. | António Bernardo da Costa Cabral, Count of Tomar (1803–1889)                                          |                                       |                         |                                  |                                 | ماريا الثانية ملكة البرتغال (1834–1853) وفرديناند الثاني ملك البرتغال (1837–1853) |
| 18 | | António José Severim de Noronha, Duke of Terceira a Marquis of Vila Flor (للفترة الثالثة) (1792–1860) | 26 أبريل 1851                         | 1 مايو 1851             | Regenerator                      | 5 R. Cart.                      | ماريا الثانية ملكة البرتغال (1834–1853) وفرديناند الثاني ملك البرتغال (1837–1853) |
| 18 | — | António José Severim de Noronha, Duke of Terceira a Marquis of Vila Flor (للفترة الثالثة) (1792–1860) |                                       |                         | Regenerator                      | 5 R. Cart.                      | ماريا الثانية ملكة البرتغال (1834–1853) وفرديناند الثاني ملك البرتغال (1837–1853) |
| 18 | التمرد العسكري في 1 مايو 1851. | António José Severim de Noronha, Duke of Terceira a Marquis of Vila Flor (للفترة الثالثة) (1792–1860) |                                       |                         |                                  |                                 | ماريا الثانية ملكة البرتغال (1834–1853) وفرديناند الثاني ملك البرتغال (1837–1853) |
| 19 | | João Carlos de Saldanha Oliveira e Daun, Duke of Saldanha (للفترة الثالثة) (1790–1876)                | 1 مايو 1851                           | 6 يونيو 1856            | Regenerator                      | 1 Reg.                          | ماريا الثانية ملكة البرتغال (1834–1853) وفرديناند الثاني ملك البرتغال (1837–1853) |
| 19 | 1851، 1852 | 1851، 1852                                                                                            | بيدرو الخامس (1853–1861)              |                         | Regenerator                      | 1 Reg.                          |                                                                                   |
| 19 | توفيت في عهده ماريا الثانية ملكة البرتغال وحكم بيدرو الخامس البرتغال. | João Carlos de Saldanha Oliveira e Daun, Duke of Saldanha (للفترة الثالثة) (1790–1876)                | بيدرو الخامس (1853–1861)              |                         |                                  |                                 |                                                                                   |
| 20 | | Nuno José Severo de Mendonça Rolim de Moura Barreto, Duke of Loulé (1804–1875)                        | بيدرو الخامس (1853–1861)              | 6 يونيو 1856            | 16 مارس 1859                     | Historic                        | 2 Reg.                                                                            |
| 20 | 1856، 1858 | Nuno José Severo de Mendonça Rolim de Moura Barreto, Duke of Loulé (1804–1875)                        | بيدرو الخامس (1853–1861)              |                         |                                  | Historic                        | 2 Reg.                                                                            |
| 20 | افتتاح أول خط سكة حديد في البرتغال في 28 أكتوبر 1856. | Nuno José Severo de Mendonça Rolim de Moura Barreto, Duke of Loulé (1804–1875)                        | بيدرو الخامس (1853–1861)              |                         |                                  |                                 |                                                                                   |
| 21 | | António José Severim de Noronha, Duke of Terceira a Marquis of Vila Flor (للفترة الرابعة) (1792–1860) | بيدرو الخامس (1853–1861)              | 16 مارس 1859            | 1 مايو 1860 (توفي في المنصب)     | Regenerator                     | 3 Reg.                                                                            |
| 21 | 1860 | António José Severim de Noronha, Duke of Terceira a Marquis of Vila Flor (للفترة الرابعة) (1792–1860) | بيدرو الخامس (1853–1861)              |                         |                                  | Regenerator                     | 3 Reg.                                                                            |
| 21 | توفي في المنصب بسبب ذات الرئة. | António José Severim de Noronha, Duke of Terceira a Marquis of Vila Flor (للفترة الرابعة) (1792–1860) | بيدرو الخامس (1853–1861)              |                         |                                  |                                 | 3 Reg.                                                                            |
| 22 | | يواكيم أنطونيو دي أغيار (للفترة الثانية) (1792–1884)                                                  | بيدرو الخامس (1853–1861)              | 1 مايو 1860             | 4 يوليو 1860                     | Regenerator                     | 3 Reg.                                                                            |
| 22 | — | يواكيم أنطونيو دي أغيار (للفترة الثانية) (1792–1884)                                                  | بيدرو الخامس (1853–1861)              |                         |                                  | Regenerator                     | 3 Reg.                                                                            |
| 23 | | Nuno José Severo de Mendonça Rolim de Moura Barreto, Duke of Loulé (للفترة الثانية) (1804–1875)       | بيدرو الخامس (1853–1861)              | 4 يوليو 1860            | 17 أبريل 1865                    | Historic                        | 4 Reg.                                                                            |
| 23 | 1861، 1864 | 1861، 1864                                                                                            | لويس الأول ملك البرتغال (1861–1889)   |                         |                                  | Historic                        | 4 Reg.                                                                            |
| 23 | توفي في عهده بيدرو الخامس وحكم لويس الأول البرتغال. | Nuno José Severo de Mendonça Rolim de Moura Barreto, Duke of Loulé (للفترة الثانية) (1804–1875)       | لويس الأول ملك البرتغال (1861–1889)   |                         |                                  |                                 |                                                                                   |
| 24 | | Bernardo de Sá Nogueira de Figueiredo, Marquis of Sá da Bandeira (للفترة الثالثة) (1795–1876)         | لويس الأول ملك البرتغال (1861–1889)   | 17 أبريل 1865           | 4 سبتمبر 1865                    | Reformist                       | 5 Reg.                                                                            |
| 24 | — | Bernardo de Sá Nogueira de Figueiredo, Marquis of Sá da Bandeira (للفترة الثالثة) (1795–1876)         | لويس الأول ملك البرتغال (1861–1889)   |                         |                                  | Reformist                       | 5 Reg.                                                                            |
| 25 | | يواكيم أنطونيو دي أغيار (للفترة الثالثة) (1792–1884)                                                  | لويس الأول ملك البرتغال (1861–1889)   | 4 سبتمبر 1865           | 4 يناير 1868                     | Regenerator (مع Historic Party) | 6 Reg.                                                                            |
| 25 | 1865، 1867 | يواكيم أنطونيو دي أغيار (للفترة الثالثة) (1792–1884)                                                  | لويس الأول ملك البرتغال (1861–1889)   |                         |                                  | Regenerator (مع Historic Party) | 6 Reg.                                                                            |
| 25 | أجبر على الاستقالة بعد انتفاضة جانيرينها. | يواكيم أنطونيو دي أغيار (للفترة الثالثة) (1792–1884)                                                  | لويس الأول ملك البرتغال (1861–1889)   |                         |                                  |                                 |                                                                                   |
| 26 | | António José de Ávila, Duke of Ávila a Bolama (1807–1881)                                             | لويس الأول ملك البرتغال (1861–1889)   | 4 يناير 1868            | 22 يوليو 1868                    | مستقل (بدعم من Reformists)      | 7 Reg.                                                                            |
| 26 | — | António José de Ávila, Duke of Ávila a Bolama (1807–1881)                                             | لويس الأول ملك البرتغال (1861–1889)   |                         |                                  | مستقل (بدعم من Reformists)      | 7 Reg.                                                                            |
| 26 | إلغاء الضريبة التي أشعلت انتفاضة جانيرينها؛ استقال بسبب الوضع الاقتصادي السيئ للبلاد. | António José de Ávila, Duke of Ávila a Bolama (1807–1881)                                             | لويس الأول ملك البرتغال (1861–1889)   |                         |                                  |                                 |                                                                                   |
| 27 | | Bernardo de Sá Nogueira de Figueiredo, Marquis of Sá da Bandeira (للفترة الرابعة) (1795–1876)         | لويس الأول ملك البرتغال (1861–1889)   | 22 يوليو 1868           | 11 أغسطس 1869                    | Reformist                       | 8 Reg.                                                                            |
| 27 | 1868، 1869 | Bernardo de Sá Nogueira de Figueiredo, Marquis of Sá da Bandeira (للفترة الرابعة) (1795–1876)         | لويس الأول ملك البرتغال (1861–1889)   |                         |                                  | Reformist                       | 8 Reg.                                                                            |
| 27 | إلغاء الرق في جميع الأراضي البرتغالية. | Bernardo de Sá Nogueira de Figueiredo, Marquis of Sá da Bandeira (للفترة الرابعة) (1795–1876)         | لويس الأول ملك البرتغال (1861–1889)   |                         |                                  |                                 |                                                                                   |
| 28 | | Nuno José Severo de Mendonça Rolim de Moura Barreto, Duke of Loulé (للفترة الثالثة) (1804–1875)       | لويس الأول ملك البرتغال (1861–1889)   | 11 أغسطس 1869           | 19 مايو 1870                     | Historic (بدعم من Reformists)   | 9 Reg.                                                                            |
| 28 | Mar.1870 | Nuno José Severo de Mendonça Rolim de Moura Barreto, Duke of Loulé (للفترة الثالثة) (1804–1875)       | لويس الأول ملك البرتغال (1861–1889)   |                         |                                  | Historic (بدعم من Reformists)   | 9 Reg.                                                                            |
| 28 | أجبر على الاستقالة بعد انقلابي "أجودادا" و "سالدانهادا" بقيادة دوق سالدانها. | Nuno José Severo de Mendonça Rolim de Moura Barreto, Duke of Loulé (للفترة الثالثة) (1804–1875)       | لويس الأول ملك البرتغال (1861–1889)   |                         |                                  |                                 |                                                                                   |
| 29 | | João Carlos de Saldanha Oliveira e Daun, Duke of Saldanha (للفترة الرابعة) (1790–1876)                | لويس الأول ملك البرتغال (1861–1889)   | 19 مايو 1870            | 29 أغسطس 1870                    | Regenerator                     | 10 Reg.                                                                           |
| 29 | — | João Carlos de Saldanha Oliveira e Daun, Duke of Saldanha (للفترة الرابعة) (1790–1876)                | لويس الأول ملك البرتغال (1861–1889)   |                         |                                  | Regenerator                     | 10 Reg.                                                                           |
| 29 | أقاله لويس الأول ملك البرتغال. | João Carlos de Saldanha Oliveira e Daun, Duke of Saldanha (للفترة الرابعة) (1790–1876)                | لويس الأول ملك البرتغال (1861–1889)   |                         |                                  |                                 |                                                                                   |
| 30 | | Bernardo de Sá Nogueira de Figueiredo, Marquis of Sá da Bandeira (للفترة الخامسة) (1795–1876)         | لويس الأول ملك البرتغال (1861–1889)   | 29 أغسطس 1870           | 29 أكتوبر 1870                   | Reformist                       | 11 Reg.                                                                           |
| 30 | Sep.1870 | Bernardo de Sá Nogueira de Figueiredo, Marquis of Sá da Bandeira (للفترة الخامسة) (1795–1876)         | لويس الأول ملك البرتغال (1861–1889)   |                         |                                  | Reformist                       | 11 Reg.                                                                           |
| 30 | رشحه لويس الأول ملك البرتغال للحكم. | Bernardo de Sá Nogueira de Figueiredo, Marquis of Sá da Bandeira (للفترة الخامسة) (1795–1876)         | لويس الأول ملك البرتغال (1861–1889)   |                         |                                  |                                 |                                                                                   |
| 31 | | António José de Ávila, Marquis of Ávila (للفترة الثانية) (1807–1881)                                  | لويس الأول ملك البرتغال (1861–1889)   | 29 أكتوبر 1870          | 13 سبتمبر 1871                   | Reformist                       | 12 Reg.                                                                           |
| 31 | 1871 | António José de Ávila, Marquis of Ávila (للفترة الثانية) (1807–1881)                                  | لويس الأول ملك البرتغال (1861–1889)   |                         |                                  | Reformist                       | 12 Reg.                                                                           |
| 32 | | António Maria de Fontes Pereira de Melo (1819–1887)                                                   | لويس الأول ملك البرتغال (1861–1889)   | 13 سبتمبر 1871          | 6 مارس 1877                      | Regenerator                     | 13 Reg.                                                                           |
| 32 | 1874 | António Maria de Fontes Pereira de Melo (1819–1887)                                                   | لويس الأول ملك البرتغال (1861–1889)   |                         |                                  | Regenerator                     | 13 Reg.                                                                           |
| 32 | أطول رئيس وزراء في النظام الملكي الدستوري (3 فترات منفصلة) وثاني أطول فترة في التاريخ البرتغالي؛ نفذ سياسة ديناميكية للبنية التحتية الصناعية والعامة والإصلاح التعليمي وبدء عملية التصنيع. | António Maria de Fontes Pereira de Melo (1819–1887)                                                   | لويس الأول ملك البرتغال (1861–1889)   |                         |                                  |                                 |                                                                                   |
| 33 | | António José de Ávila, Marquis of Ávila (للفترة الثالثة) (1807–1881)                                  | لويس الأول ملك البرتغال (1861–1889)   | 6 مارس 1877             | 26 يناير 1878                    | Reformist                       | 14 Reg.                                                                           |
| 33 | — | António José de Ávila, Marquis of Ávila (للفترة الثالثة) (1807–1881)                                  | لويس الأول ملك البرتغال (1861–1889)   |                         |                                  | Reformist                       | 14 Reg.                                                                           |
| 34 | | António Maria de Fontes Pereira de Melo (للفترة الثانية) (1819–1887)                                  | لويس الأول ملك البرتغال (1861–1889)   | 26 يناير 1878           | 29 مايو 1879                     | Regenerator                     | 15 Reg.                                                                           |
| 34 | 1878 | António Maria de Fontes Pereira de Melo (للفترة الثانية) (1819–1887)                                  | لويس الأول ملك البرتغال (1861–1889)   |                         |                                  | Regenerator                     | 15 Reg.                                                                           |
| 34 | استقال بسبب فضيحة مالية حول البنك الوطني لما وراء البحار. | António Maria de Fontes Pereira de Melo (للفترة الثانية) (1819–1887)                                  | لويس الأول ملك البرتغال (1861–1889)   |                         |                                  |                                 |                                                                                   |
| 35 | | Anselmo José Braamcamp de Almeida Castelo Branco (1817–1885)                                          | لويس الأول ملك البرتغال (1861–1889)   | 29 مايو 1879            | 23 مارس 1881                     | Progressist                     | 16 Reg.                                                                           |
| 35 | 1879 | Anselmo José Braamcamp de Almeida Castelo Branco (1817–1885)                                          | لويس الأول ملك البرتغال (1861–1889)   |                         |                                  | Progressist                     | 16 Reg.                                                                           |
| 35 | سقطت الحكومة بعد تقديم اقتراح حجب الثقة. | Anselmo José Braamcamp de Almeida Castelo Branco (1817–1885)                                          | لويس الأول ملك البرتغال (1861–1889)   |                         |                                  |                                 |                                                                                   |
| 36 | | António Rodrigues Sampaio (1806–1882)                                                                 | لويس الأول ملك البرتغال (1861–1889)   | 23 مارس 1881            | 14 نوفمبر 1881                   | Regenerator                     | 17 Reg.                                                                           |
| 36 | 1881 | António Rodrigues Sampaio (1806–1882)                                                                 | لويس الأول ملك البرتغال (1861–1889)   |                         |                                  | Regenerator                     | 17 Reg.                                                                           |
| 37 | | António Maria de Fontes Pereira de Melo (للفترة الثالثة) (1819–1887)                                  | لويس الأول ملك البرتغال (1861–1889)   | 14 نوفمبر 1881          | 16 فبراير 1886                   | Regenerator                     | 17 Reg.                                                                           |
| 37 | 1884 | António Maria de Fontes Pereira de Melo (للفترة الثالثة) (1819–1887)                                  | لويس الأول ملك البرتغال (1861–1889)   |                         |                                  | Regenerator                     | 17 Reg.                                                                           |
| 37 | قام بإصلاحات الجيش البرتغالي. | António Maria de Fontes Pereira de Melo (للفترة الثالثة) (1819–1887)                                  | لويس الأول ملك البرتغال (1861–1889)   |                         |                                  |                                 |                                                                                   |
| 38 | | خوسيه لوتشيانو دي كاسترو (1834–1914)                                                                  | لويس الأول ملك البرتغال (1861–1889)   | 16 فبراير 1886          | 14 يناير 1890                    | Progressist                     | 18 Reg.                                                                           |
| 38 | 1887، 1889 | 1887، 1889                                                                                            | كارلوس الأول ملك البرتغال (1889–1908) |                         |                                  | Progressist                     | 18 Reg.                                                                           |
| 38 | أزمة الخريطة الوردية ووفاة الملك لويس الأول وكارلوس الأول يصعد العرش. الإنذار البريطاني للبرتغال في عام 1890.                                                                              | خوسيه لوتشيانو دي كاسترو (1834–1914)                                                                  | كارلوس الأول ملك البرتغال (1889–1908) |                         |                                  |                                 |                                                                                   |
| 39 | | António de Serpa Pimentel (1825–1900)                                                                 | كارلوس الأول ملك البرتغال (1889–1908) | 14 يناير 1890           | 11 أكتوبر 1890                   | Regenerator                     | 19 Reg.                                                                           |
| 39 | 1890 | António de Serpa Pimentel (1825–1900)                                                                 | كارلوس الأول ملك البرتغال (1889–1908) |                         |                                  | Regenerator                     | 19 Reg.                                                                           |
| 39 | استقال بسبب المعاهدة الإنجليزية البرتغالية المقترحة لعام 1891. | António de Serpa Pimentel (1825–1900)                                                                 | كارلوس الأول ملك البرتغال (1889–1908) |                         |                                  |                                 |                                                                                   |
| 40 | | João Crisóstomo de Abreu e Sousa (1811–1895)                                                          | كارلوس الأول ملك البرتغال (1889–1908) | 11 أكتوبر 1890          | 18 يناير 1892                    | مستقل                           | 20 Reg.                                                                           |
| 40 | — | João Crisóstomo de Abreu e Sousa (1811–1895)                                                          | كارلوس الأول ملك البرتغال (1889–1908) |                         |                                  | مستقل                           | 20 Reg.                                                                           |
| 40 | وقوع تمرد 31 يناير 1891 في بورتو وتوقيع المعاهدة الإنجليزية البرتغالية لعام 1891. | João Crisóstomo de Abreu e Sousa (1811–1895)                                                          | كارلوس الأول ملك البرتغال (1889–1908) |                         |                                  |                                 |                                                                                   |
| 41 | | خوسيه دياز فيريرا (1837–1909)                                                                         | كارلوس الأول ملك البرتغال (1889–1908) | 18 يناير 1892           | 22 فبراير 1893                   | مستقل                           | 21 Reg.                                                                           |
| 41 | 1892 | خوسيه دياز فيريرا (1837–1909)                                                                         | كارلوس الأول ملك البرتغال (1889–1908) |                         |                                  | مستقل                           | 21 Reg.                                                                           |
| 41 | أزمة "الروتاتيفيزم" بين المجددين والتقدميين. | خوسيه دياز فيريرا (1837–1909)                                                                         | كارلوس الأول ملك البرتغال (1889–1908) |                         |                                  |                                 |                                                                                   |
| 42 | | Ernesto Rodolfo Hintze Ribeiro (1849–1907)                                                            | كارلوس الأول ملك البرتغال (1889–1908) | 22 فبراير 1893          | 5 فبراير 1897                    | Regenerator                     | 22 Reg.                                                                           |
| 42 | 1894، 1895 | Ernesto Rodolfo Hintze Ribeiro (1849–1907)                                                            | كارلوس الأول ملك البرتغال (1889–1908) |                         |                                  | Regenerator                     | 22 Reg.                                                                           |
| 42 | إقرار الحكم الذاتي الجزري لجزر الأزور وماديرا وقانون الصيدليات وقانون الغابة. | Ernesto Rodolfo Hintze Ribeiro (1849–1907)                                                            | كارلوس الأول ملك البرتغال (1889–1908) |                         |                                  |                                 |                                                                                   |
| 43 | | خوسيه لوتشيانو دي كاسترو (للفترة الثانية) (1834–1914)                                                 | كارلوس الأول ملك البرتغال (1889–1908) | 5 فبراير 1897           | 26 يوليو 1900                    | Progressist                     | 23 Reg.                                                                           |
| 43 | 1897، 1899 | خوسيه لوتشيانو دي كاسترو (للفترة الثانية) (1834–1914)                                                 | كارلوس الأول ملك البرتغال (1889–1908) |                         |                                  | Progressist                     | 23 Reg.                                                                           |
| 43 | الحصار الصحي لبورتو في عام 1899 بسبب الطاعون. | خوسيه لوتشيانو دي كاسترو (للفترة الثانية) (1834–1914)                                                 | كارلوس الأول ملك البرتغال (1889–1908) |                         |                                  |                                 |                                                                                   |
| 44 | | Ernesto Rodolfo Hintze Ribeiro (للفترة الثانية) (1849–1907)                                           | كارلوس الأول ملك البرتغال (1889–1908) | 26 يوليو 1900           | 20 أكتوبر 1904                   | Regenerator                     | 24 Reg.                                                                           |
| 44 | 1900، 1901، 1904 | Ernesto Rodolfo Hintze Ribeiro (للفترة الثانية) (1849–1907)                                           | كارلوس الأول ملك البرتغال (1889–1908) |                         |                                  | Regenerator                     | 24 Reg.                                                                           |
| 44 | قانون الانتخابات الذي منع انتخاب معارضي المجددين. | Ernesto Rodolfo Hintze Ribeiro (للفترة الثانية) (1849–1907)                                           | كارلوس الأول ملك البرتغال (1889–1908) |                         |                                  |                                 |                                                                                   |
| 45 | | خوسيه لوتشيانو دي كاسترو (للفترة الثالثة) (1834–1914)                                                 | كارلوس الأول ملك البرتغال (1889–1908) | 20 أكتوبر 1904          | 19 مارس 1906                     | Progressist                     | 25 Reg.                                                                           |
| 45 | 1905 | خوسيه لوتشيانو دي كاسترو (للفترة الثالثة) (1834–1914)                                                 | كارلوس الأول ملك البرتغال (1889–1908) |                         |                                  | Progressist                     | 25 Reg.                                                                           |
| 45 | قضية التبغ. | خوسيه لوتشيانو دي كاسترو (للفترة الثالثة) (1834–1914)                                                 | كارلوس الأول ملك البرتغال (1889–1908) |                         |                                  |                                 |                                                                                   |
| 46 | | Ernesto Rodolfo Hintze Ribeiro (للفترة الثالثة) (1849–1907)                                           | كارلوس الأول ملك البرتغال (1889–1908) | 19 مارس 1906            | 19 مايو 1906                     | Regenerator                     | 26 Reg.                                                                           |
| 46 | Apr.1906 | Ernesto Rodolfo Hintze Ribeiro (للفترة الثالثة) (1849–1907)                                           | كارلوس الأول ملك البرتغال (1889–1908) |                         |                                  | Regenerator                     | 26 Reg.                                                                           |
| 46 | وحشية الشرطة ضد الجمهوريين عند وصول برناردينو ماتشادو إلى لشبونة واستقال بعد 57 يوما فقط في رئاسة الحكومة.                                                                                 | Ernesto Rodolfo Hintze Ribeiro (للفترة الثالثة) (1849–1907)                                           | كارلوس الأول ملك البرتغال (1889–1908) |                         |                                  |                                 |                                                                                   |
| 47 | | جواو فرانكو (1855–1929)                                                                               | كارلوس الأول ملك البرتغال (1889–1908) | 19 مايو 1906            | 4 فبراير 1908                    | Liberal Regenerator             | 27 Reg.                                                                           |
| 47 | Aug.1906 | جواو فرانكو (1855–1929)                                                                               | كارلوس الأول ملك البرتغال (1889–1908) |                         |                                  | Liberal Regenerator             | 27 Reg.                                                                           |
| 47 | إنشاء حكومة استبدادية ووقع انقلاب 28 يناير 1908 واغتيال الملك كارلوس الأول وأفراد العائلة المالكة الآخرين؛ مانويل الثاني يحكم البلاد.                                                      | جواو فرانكو (1855–1929)                                                                               | كارلوس الأول ملك البرتغال (1889–1908) |                         |                                  |                                 |                                                                                   |
| 48 | | فرنسيسكو يواكيم فيريرا دو أمارال (1844–1923)                                                          | 4 فبراير 1908                         | 26 ديسمبر 1908          | مستقل                            | 28 Reg.                         | مانويل الثاني ملك البرتغال (1908–1910)                                            |
| 48 | 1908 | فرنسيسكو يواكيم فيريرا دو أمارال (1844–1923)                                                          |                                       |                         | مستقل                            | 28 Reg.                         | مانويل الثاني ملك البرتغال (1908–1910)                                            |
| 49 | | Artur Alberto de Campos Henriques (1853–1922)                                                         | 26 ديسمبر 1908                        | 11 أبريل 1909           | مستقل (Regenerator وProgressist) | 29 Reg.                         | مانويل الثاني ملك البرتغال (1908–1910)                                            |
| 49 | — | Artur Alberto de Campos Henriques (1853–1922)                                                         |                                       |                         | مستقل (Regenerator وProgressist) | 29 Reg.                         | مانويل الثاني ملك البرتغال (1908–1910)                                            |
| 50 | | Sebastião Custódio de Sousa Teles (1847–1921)                                                         | 11 أبريل 1909                         | 14 مايو 1909            | مستقل                            | 30 Reg.                         | مانويل الثاني ملك البرتغال (1908–1910)                                            |
| 50 | — | Sebastião Custódio de Sousa Teles (1847–1921)                                                         |                                       |                         | مستقل                            | 30 Reg.                         | مانويل الثاني ملك البرتغال (1908–1910)                                            |
| 50 | زلزال بينافينتي 1909 ‏ | Sebastião Custódio de Sousa Teles (1847–1921)                                                         |                                       |                         |                                  |                                 | مانويل الثاني ملك البرتغال (1908–1910)                                            |
| 51 | | Venceslau de Sousa Pereira de Lima (1858–1919)                                                        | 14 مايو 1909                          | 22 ديسمبر 1909          | مستقل                            | 31 Reg.                         | مانويل الثاني ملك البرتغال (1908–1910)                                            |
| 51 | — | Venceslau de Sousa Pereira de Lima (1858–1919)                                                        |                                       |                         | مستقل                            | 31 Reg.                         | مانويل الثاني ملك البرتغال (1908–1910)                                            |
| 52 | | Francisco António da Veiga Beirão (1841–1916)                                                         | 22 ديسمبر 1909                        | 26 يونيو 1910           | Regenerator                      | 32 Reg.                         | مانويل الثاني ملك البرتغال (1908–1910)                                            |
| 52 | — | Francisco António da Veiga Beirão (1841–1916)                                                         |                                       |                         | Regenerator                      | 32 Reg.                         | مانويل الثاني ملك البرتغال (1908–1910)                                            |
| 53 | | António Teixeira de Sousa (1857–1917)                                                                 | 26 يونيو 1910                         | 5 أكتوبر 1910           | Regenerator                      | 33 Reg.                         | مانويل الثاني ملك البرتغال (1908–1910)                                            |
| 53 | 1910 | António Teixeira de Sousa (1857–1917)                                                                 |                                       |                         | Regenerator                      | 33 Reg.                         | مانويل الثاني ملك البرتغال (1908–1910)                                            |
| 53 | ثورة 5 أكتوبر 1910 ونهاية النظام الملكي ونفي العائلة الملكية في المملكة المتحدة لبريطانيا العظمى وأيرلندا.                                                                                 | António Teixeira de Sousa (1857–1917)                                                                 |                                       |                         |                                  |                                 | مانويل الثاني ملك البرتغال (1908–1910)                                            |

### الجمهورية الرابعة (1910–1926)
| No. | الصورة | الاسم (الميلاد–الوفاة) | الفترة — الانتخابات | الفترة — الانتخابات             | الحزب السياسي                                        | الحكومة    | العاهل                              |
| --- | --- | --- | ------------------- | ------------------------------- | ---------------------------------------------------- | ---------- | ----------------------------------- |
| 54  | | تيوفيلو براغا (1843–1924) | 5 أكتوبر 1910       | 4 سبتمبر 1911                   | Republican                                           | 1          | تيوفيلو براغا (1910–1911)           |
| 54  | 1911 | تيوفيلو براغا (1843–1924) |                     |                                 | Republican                                           | 1          | تيوفيلو براغا (1910–1911)           |
| 54  | ثورة 5 أكتوبر 1910، إصدار دستور البرتغال لعام 1911 وعلم جديد ونشيد وطني؛ تأميم أصول الكنيسة الكاثوليكية والإشراف على المظاهر العامة للعبادة؛ قطع علاقات البرتغال مع الكرسي الرسولي. | تيوفيلو براغا (1843–1924) |                     |                                 |                                                      |            | تيوفيلو براغا (1910–1911)           |
| 55  | | João Pinheiro Chagas (1863–1925) | 4 سبتمبر 1911       | 13 نوفمبر 1911                  | Republican                                           | 2          | مانويل دي آرياغا (1911–1915)        |
| 55  | — | João Pinheiro Chagas (1863–1925) |                     |                                 | Republican                                           | 2          | مانويل دي آرياغا (1911–1915)        |
| 56  | | Augusto de Vasconcelos (1867–1951) | 13 نوفمبر 1911      | 16 يونيو 1912                   | Republican                                           | 3          | مانويل دي آرياغا (1911–1915)        |
| 56  | — | Augusto de Vasconcelos (1867–1951) |                     |                                 | Republican                                           | 3          | مانويل دي آرياغا (1911–1915)        |
| 57  | | دوارتي لايت (1864–1950) | 16 يونيو 1912       | 23 سبتمبر 1912                  | Republican                                           | 4          | مانويل دي آرياغا (1911–1915)        |
| 57  | — | دوارتي لايت (1864–1950) |                     |                                 | Republican                                           | 4          | مانويل دي آرياغا (1911–1915)        |
| 57  | الهجوم الملكي على تشافيس ‏. | دوارتي لايت (1864–1950) |                     |                                 |                                                      | 4          | مانويل دي آرياغا (1911–1915)        |
| —   | | Augusto de Vasconcelos (1867–1951) (بالوكالة)                                                                                                | 23 سبتمبر 1912      | 30 سبتمبر 1912                  | Republican                                           | 4          | مانويل دي آرياغا (1911–1915)        |
| —   | — | Augusto de Vasconcelos (1867–1951) (بالوكالة)                                                                                                |                     |                                 | Republican                                           | 4          | مانويل دي آرياغا (1911–1915)        |
| —   | | دوارتي لايت (1864–1950) | 30 سبتمبر 1912      | 9 يناير 1913                    | Republican                                           | 4          | مانويل دي آرياغا (1911–1915)        |
| —   | — | دوارتي لايت (1864–1950) |                     |                                 | Republican                                           | 4          | مانويل دي آرياغا (1911–1915)        |
| 58  | | أفونسو كوستا (1871–1937) | 9 يناير 1913        | 9 فبراير 1914                   | Democratic                                           | 5          | مانويل دي آرياغا (1911–1915)        |
| 58  | — | أفونسو كوستا (1871–1937) |                     |                                 | Democratic                                           | 5          | مانويل دي آرياغا (1911–1915)        |
| 59  | | برناردينو ماتشادو (1851–1944) | 9 فبراير 1914       | 12 ديسمبر 1914                  | Democratic                                           | 6، 7       | مانويل دي آرياغا (1911–1915)        |
| 59  | — | برناردينو ماتشادو (1851–1944) |                     |                                 | Democratic                                           | 6، 7       | مانويل دي آرياغا (1911–1915)        |
| 59  | وقوع الحرب العالمية الأولى. | برناردينو ماتشادو (1851–1944) |                     |                                 |                                                      |            | مانويل دي آرياغا (1911–1915)        |
| 60  | | Victor Hugo de Azevedo Coutinho (1871–1955)                                                                                                  | 12 ديسمبر 1914      | 28 يناير 1915                   | Democratic                                           | 8          | مانويل دي آرياغا (1911–1915)        |
| 60  | — | Victor Hugo de Azevedo Coutinho (1871–1955)                                                                                                  |                     |                                 | Democratic                                           | 8          | مانويل دي آرياغا (1911–1915)        |
| 61  | | Joaquim Pereira Pimenta de Castro (1846–1918)                                                                                                | 28 يناير 1915       | 14 مايو 1915                    | مستقل                                                | 9          | مانويل دي آرياغا (1911–1915)        |
| 61  | — | Joaquim Pereira Pimenta de Castro (1846–1918)                                                                                                |                     |                                 | مستقل                                                | 9          | مانويل دي آرياغا (1911–1915)        |
| —   | | المجلس العسكري الدستوري المؤلف من: خوسيه نورتن دي ماتوس António Maria da Silva خوسيه دي فريتاس ريبيرو Alfredo de Sá Cardoso ألفارو دي كاسترو | 14 مايو 1915        | 15 مايو 1915                    | بدون انتماء                                          | —          | مانويل دي آرياغا (1911–1915)        |
| —   | — | المجلس العسكري الدستوري المؤلف من: خوسيه نورتن دي ماتوس António Maria da Silva خوسيه دي فريتاس ريبيرو Alfredo de Sá Cardoso ألفارو دي كاسترو |                     |                                 | بدون انتماء                                          | —          | مانويل دي آرياغا (1911–1915)        |
| —   | | João Pinheiro Chagas (did not take office) (1863–1925)                                                                                       | 15 مايو 1915        | 17 مايو 1915                    | مستقل                                                | 10، 11     | مانويل دي آرياغا (1911–1915)        |
| —   | — | João Pinheiro Chagas (did not take office) (1863–1925)                                                                                       |                     |                                 | مستقل                                                | 10، 11     | مانويل دي آرياغا (1911–1915)        |
| 62  | | José de Castro (1868–1929) | 17 مايو 1915        | 29 نوفمبر 1915                  | Democratic                                           | 10، 11     | تيوفيلو براغا (1915)                |
| 62  | 1915 | José de Castro (1868–1929) |                     |                                 | Democratic                                           | 10، 11     | تيوفيلو براغا (1915)                |
| 63  | | أفونسو كوستا (للفترة الثانية) (1871–1937) | 29 نوفمبر 1915      | 16 مارس 1916                    | Democratic                                           | 12         | برناردينو ماتشادو (1915–1917)       |
| 63  | — | أفونسو كوستا (للفترة الثانية) (1871–1937) |                     |                                 | Democratic                                           | 12         | برناردينو ماتشادو (1915–1917)       |
| 63  | إعلان ألمانيا الحرب على البرتغال. | أفونسو كوستا (للفترة الثانية) (1871–1937) |                     |                                 |                                                      |            | برناردينو ماتشادو (1915–1917)       |
| 64  | | أنطونيو خوسيه دي ألميدا (1866–1929) | 16 مارس 1916        | 25 أبريل 1917                   | Sacred Union (Evolutioni Party مع Democrats)         | 13         | برناردينو ماتشادو (1915–1917)       |
| 64  | — | أنطونيو خوسيه دي ألميدا (1866–1929) |                     |                                 | Sacred Union (Evolutioni Party مع Democrats)         | 13         | برناردينو ماتشادو (1915–1917)       |
| 65  | | أفونسو كوستا (للفترة الثالثة) (1871–1937) | 25 أبريل 1917       | 7 أكتوبر 1917                   | Democratic                                           | 14         | برناردينو ماتشادو (1915–1917)       |
| 65  | — | أفونسو كوستا (للفترة الثالثة) (1871–1937) |                     |                                 | Democratic                                           | 14         | برناردينو ماتشادو (1915–1917)       |
| —   | | خوسيه نورتن دي ماتوس (1867–1955) (بالوكالة)                                                                                                  | 7 أكتوبر 1917       | 25 أكتوبر 1917                  | Democratic                                           | 14         | برناردينو ماتشادو (1915–1917)       |
| —   | — | خوسيه نورتن دي ماتوس (1867–1955) (بالوكالة)                                                                                                  |                     |                                 | Democratic                                           | 14         | برناردينو ماتشادو (1915–1917)       |
| —   | | أفونسو كوستا (1871–1937) | 25 أكتوبر 1917      | 17 نوفمبر 1917                  | Democratic                                           | 14         | برناردينو ماتشادو (1915–1917)       |
| —   | — | أفونسو كوستا (1871–1937) |                     |                                 | Democratic                                           | 14         | برناردينو ماتشادو (1915–1917)       |
| —   | | خوسيه نورتن دي ماتوس (1867–1955) (بالوكالة)                                                                                                  | 17 نوفمبر 1917      | 8 ديسمبر 1917                   | Democratic                                           | 14         | برناردينو ماتشادو (1915–1917)       |
| —   | — | خوسيه نورتن دي ماتوس (1867–1955) (بالوكالة)                                                                                                  |                     |                                 | Democratic                                           | 14         | برناردينو ماتشادو (1915–1917)       |
| —   | انقلاب ديسمبر 1917. | خوسيه نورتن دي ماتوس (1867–1955) (بالوكالة)                                                                                                  |                     |                                 |                                                      | 14         | برناردينو ماتشادو (1915–1917)       |
| 66  | | Sidónio Bernardino Cardoso da Silva Pais (1872–1918)                                                                                         | 8 ديسمبر 1917       | 14 ديسمبر 1918 (توفي في المنصب) | National Republican                                  | 15، 16     | Sidónio Pais (1918)                 |
| 66  | 1918 | Sidónio Bernardino Cardoso da Silva Pais (1872–1918)                                                                                         |                     |                                 | National Republican                                  | 15، 16     | Sidónio Pais (1918)                 |
| 66  | إقامة نظام استبدادي وتفشي الإنفلونزا الإسبانية في البرتغال. اغتيل. | Sidónio Bernardino Cardoso da Silva Pais (1872–1918)                                                                                         |                     |                                 |                                                      | 15، 16     | Sidónio Pais (1918)                 |
| 67  | | جواو دو كانتو ه كاسترو (1862–1934) | 14 ديسمبر 1918      | 23 ديسمبر 1918                  | National Republican                                  | 15، 16     | جواو دو كانتو ه كاسترو (1918–1919)  |
| 67  | — | جواو دو كانتو ه كاسترو (1862–1934) |                     |                                 | National Republican                                  | 15، 16     | جواو دو كانتو ه كاسترو (1918–1919)  |
| 68  | | João Tamagnini de Sousa Barbosa (1883–1948)                                                                                                  | 23 ديسمبر 1918      | 27 يناير 1919                   | National Republican                                  | 17، 18     | جواو دو كانتو ه كاسترو (1918–1919)  |
| 68  | — | João Tamagnini de Sousa Barbosa (1883–1948)                                                                                                  |                     |                                 | National Republican                                  | 17، 18     | جواو دو كانتو ه كاسترو (1918–1919)  |
| 68  | Monarchy of the North. | João Tamagnini de Sousa Barbosa (1883–1948)                                                                                                  |                     |                                 |                                                      |            | جواو دو كانتو ه كاسترو (1918–1919)  |
| 69  | | José Maria Mascarenhas Relvas (1858–1929) | 27 يناير 1919       | 30 مارس 1919                    | مستقل                                                | 19         | جواو دو كانتو ه كاسترو (1918–1919)  |
| 69  | — | José Maria Mascarenhas Relvas (1858–1929) |                     |                                 | مستقل                                                | 19         | جواو دو كانتو ه كاسترو (1918–1919)  |
| 70  | | دومينغوس لايت بيريرا (1882–1956) | 30 مارس 1919        | 30 يونيو 1919                   | مستقل                                                | 20         | جواو دو كانتو ه كاسترو (1918–1919)  |
| 70  | — | دومينغوس لايت بيريرا (1882–1956) |                     |                                 | مستقل                                                | 20         | جواو دو كانتو ه كاسترو (1918–1919)  |
| 71  | | Alfredo Ernesto de Sá Cardoso (1864–1950) | 30 يونيو 1919       | 15 يناير 1920                   | Democratic                                           | 21         | جواو دو كانتو ه كاسترو (1918–1919)  |
| 71  | 1919 | Alfredo Ernesto de Sá Cardoso (1864–1950) |                     |                                 | Democratic                                           | 21         | جواو دو كانتو ه كاسترو (1918–1919)  |
| —   | | فرنسيسكو خوسيه فيرنانديز كوستا (لم يشغل المنصب) (1857–1925)                                                                                  | 15 يناير 1920       | 15 يناير 1920                   | Republican Liberal                                   | 22         | أنطونيو خوسيه دي ألميدا (1919–1923) |
| —   | — | فرنسيسكو خوسيه فيرنانديز كوستا (لم يشغل المنصب) (1857–1925)                                                                                  |                     |                                 | Republican Liberal                                   | 22         | أنطونيو خوسيه دي ألميدا (1919–1923) |
| —   | استقال قبل أداء اليمين الدستورية تعرف حكومته باسم "حكومة الخمس دقائق". | فرنسيسكو خوسيه فيرنانديز كوستا (لم يشغل المنصب) (1857–1925)                                                                                  |                     |                                 |                                                      |            | أنطونيو خوسيه دي ألميدا (1919–1923) |
| —   | | Alfredo Ernesto de Sá Cardoso (1864–1950) | 15 يناير 1920       | 21 يناير 1920                   | Democratic                                           | 21         | أنطونيو خوسيه دي ألميدا (1919–1923) |
| —   | — | Alfredo Ernesto de Sá Cardoso (1864–1950) |                     |                                 | Democratic                                           | 21         | أنطونيو خوسيه دي ألميدا (1919–1923) |
| —   | دعي مرة أخرى لتشكيل الحكومة؛ استمرت حكومته 6 أيام فقط. | Alfredo Ernesto de Sá Cardoso (1864–1950) |                     |                                 |                                                      |            | أنطونيو خوسيه دي ألميدا (1919–1923) |
| 72  | | دومينغوس لايت بيريرا (للفترة الثانية) (1882–1956)                                                                                            | 21 يناير 1920       | 8 مارس 1920                     | مستقل                                                | 23         | أنطونيو خوسيه دي ألميدا (1919–1923) |
| 72  | — | دومينغوس لايت بيريرا (للفترة الثانية) (1882–1956)                                                                                            |                     |                                 | مستقل                                                | 23         | أنطونيو خوسيه دي ألميدا (1919–1923) |
| 73  | | أنطونيو ماريا بابتيستا (1866–1920) | 8 مارس 1920         | 6 يونيو 1920 (توفي في المنصب)   | Democratic                                           | 24         | أنطونيو خوسيه دي ألميدا (1919–1923) |
| 73  | — | أنطونيو ماريا بابتيستا (1866–1920) |                     |                                 | Democratic                                           | 24         | أنطونيو خوسيه دي ألميدا (1919–1923) |
| 73  | توفي أثناء اجتماع لمجلس الوزراء، بسبب سكتة دماغية بعد قراءته رسالة مهينة. | أنطونيو ماريا بابتيستا (1866–1920) |                     |                                 |                                                      | 24         | أنطونيو خوسيه دي ألميدا (1919–1923) |
| 74  | | José Ramos Preto (1871–1949) | 6 يونيو 1920        | 26 يونيو 1920                   | Democratic                                           | 24         | أنطونيو خوسيه دي ألميدا (1919–1923) |
| 74  | — | José Ramos Preto (1871–1949) |                     |                                 | Democratic                                           | 24         | أنطونيو خوسيه دي ألميدا (1919–1923) |
| 74  | استقال بعد 12 يوما فقط من أدائه اليمين الدستورية بسبب رد الفعل العنيف لزيادة رواتب أعضاء مجلس الوزراء الوزاري.                                                                      | José Ramos Preto (1871–1949) |                     |                                 |                                                      |            | أنطونيو خوسيه دي ألميدا (1919–1923) |
| 75  | | António Maria da Silva (1872–1950) | 26 يونيو 1920       | 19 يوليو 1920                   | Democratic (مع الاشتراكيين والشعبيين)                | 25         | أنطونيو خوسيه دي ألميدا (1919–1923) |
| 75  | — | António Maria da Silva (1872–1950) |                     |                                 | Democratic (مع الاشتراكيين والشعبيين)                | 25         | أنطونيو خوسيه دي ألميدا (1919–1923) |
| 76  | | António Joaquim Granjo (1881–1921) | 19 يوليو 1920       | 20 نوفمبر 1920                  | Republican Liberal (مع Reconstitution Party)         | 26         | أنطونيو خوسيه دي ألميدا (1919–1923) |
| 76  | — | António Joaquim Granjo (1881–1921) |                     |                                 | Republican Liberal (مع Reconstitution Party)         | 26         | أنطونيو خوسيه دي ألميدا (1919–1923) |
| 77  | | ألفارو دي كاسترو (1878–1928) | 20 نوفمبر 1920      | 30 نوفمبر 1920                  | Democratic (بدعم من Reconstitution Party a Populars) | 27         | أنطونيو خوسيه دي ألميدا (1919–1923) |
| 77  | — | ألفارو دي كاسترو (1878–1928) |                     |                                 | Democratic (بدعم من Reconstitution Party a Populars) | 27         | أنطونيو خوسيه دي ألميدا (1919–1923) |
| 77  | شغل المنصب لمدة 10 أيام فقط. | ألفارو دي كاسترو (1878–1928) |                     |                                 |                                                      |            | أنطونيو خوسيه دي ألميدا (1919–1923) |
| 78  | | Liberato Damião Ribeiro Pinto (1880–1949) | 30 نوفمبر 1920      | 2 مارس 1921                     | Democratic (بدعم من Reconstitution Party a Populars) | 28         | أنطونيو خوسيه دي ألميدا (1919–1923) |
| 78  | — | Liberato Damião Ribeiro Pinto (1880–1949) |                     |                                 | Democratic (بدعم من Reconstitution Party a Populars) | 28         | أنطونيو خوسيه دي ألميدا (1919–1923) |
| 78  | وقع في عهده اضطرابات اجتماعية. | Liberato Damião Ribeiro Pinto (1880–1949) |                     |                                 |                                                      |            | أنطونيو خوسيه دي ألميدا (1919–1923) |
| 79  | | برناردينو ماتشادو (للفترة الثانية) (1851–1944)                                                                                               | 2 مارس 1921         | 23 مايو 1921                    | Democratic (بدعم من Reconstitution Party a Populars) | 29         | أنطونيو خوسيه دي ألميدا (1919–1923) |
| 79  | — | برناردينو ماتشادو (للفترة الثانية) (1851–1944)                                                                                               |                     |                                 | Democratic (بدعم من Reconstitution Party a Populars) | 29         | أنطونيو خوسيه دي ألميدا (1919–1923) |
| 79  | متهم بالتخطيط لانقلاب للإطاحة بالرئيس أنطونيو خوسيه دي ألميدا؛ أجبر على الاستقالة.                                                                                                  | برناردينو ماتشادو (للفترة الثانية) (1851–1944)                                                                                               |                     |                                 |                                                      |            | أنطونيو خوسيه دي ألميدا (1919–1923) |
| 80  | | Tomé José de Barros Queirós (1872–1925) | 23 مايو 1921        | 30 أغسطس 1921                   | Republican Liberal                                   | 30         | أنطونيو خوسيه دي ألميدا (1919–1923) |
| 80  | — | Tomé José de Barros Queirós (1872–1925) |                     |                                 | Republican Liberal                                   | 30         | أنطونيو خوسيه دي ألميدا (1919–1923) |
| 80  | وقعت البرتغال في أزمة اقتصادية وطلبت قرض بقيمة 50 مليون دولار من الولايات المتحدة.                                                                                                  | Tomé José de Barros Queirós (1872–1925) |                     |                                 |                                                      |            | أنطونيو خوسيه دي ألميدا (1919–1923) |
| 81  | | António Joaquim Granjo (للفترة الثانية) (1881–1921)                                                                                          | 30 أغسطس 1921       | 19 أكتوبر 1921 (توفي في المنصب) | Republican Liberal                                   | 31         | أنطونيو خوسيه دي ألميدا (1919–1923) |
| 81  | 1921 | António Joaquim Granjo (للفترة الثانية) (1881–1921)                                                                                          |                     |                                 | Republican Liberal                                   | 31         | أنطونيو خوسيه دي ألميدا (1919–1923) |
| 81  | وقع في عهده ثورة الليل الدامي واغتيل في المنصب. | António Joaquim Granjo (للفترة الثانية) (1881–1921)                                                                                          |                     |                                 |                                                      |            | أنطونيو خوسيه دي ألميدا (1919–1923) |
| 82  | | مانويل ماريا كويلو (1857–1943) | 19 أكتوبر 1921      | 5 نوفمبر 1921                   | مستقل                                                | 32         | أنطونيو خوسيه دي ألميدا (1919–1923) |
| 82  | — | مانويل ماريا كويلو (1857–1943) |                     |                                 | مستقل                                                | 32         | أنطونيو خوسيه دي ألميدا (1919–1923) |
| 82  | استقال بسبب مخاوفه من تدخل أجنبي للسفن الحربية الإنجليزية والفرنسية والإسبانية في سياسية البرتغال، بسبب الفوضى الاجتماعية والسياسية.                                                | مانويل ماريا كويلو (1857–1943) |                     |                                 |                                                      |            | أنطونيو خوسيه دي ألميدا (1919–1923) |
| 83  | | كارلوس مايا بينتو (1866–1932) | 5 نوفمبر 1921       | 16 ديسمبر 1921                  | مستقل                                                | 33         | أنطونيو خوسيه دي ألميدا (1919–1923) |
| 83  | — | كارلوس مايا بينتو (1866–1932) |                     |                                 | مستقل                                                | 33         | أنطونيو خوسيه دي ألميدا (1919–1923) |
| 83  | استقال بعد 40 يومًا فقط في منصبه بسبب افتقاره إلى الشرعية بعد تداعيات ثورة الليل الدامي.                                                                                             | كارلوس مايا بينتو (1866–1932) |                     |                                 |                                                      |            | أنطونيو خوسيه دي ألميدا (1919–1923) |
| 84  | | فرنسيسكو كونا ليال (1888–1970) | 16 ديسمبر 1921      | 7 فبراير 1922                   | Democratic                                           | 34         | أنطونيو خوسيه دي ألميدا (1919–1923) |
| 84  | — | فرنسيسكو كونا ليال (1888–1970) |                     |                                 | Democratic                                           | 34         | أنطونيو خوسيه دي ألميدا (1919–1923) |
| 84  | استقال بعد صدام دبلوماسي صغير مع المملكة المتحدة. | فرنسيسكو كونا ليال (1888–1970) |                     |                                 |                                                      |            | أنطونيو خوسيه دي ألميدا (1919–1923) |
| 85  | | António Maria da Silva (للفترة الثانية) (1872–1950)                                                                                          | 7 فبراير 1922       | 15 نوفمبر 1923                  | Democratic                                           | 35، 36، 37 | أنطونيو خوسيه دي ألميدا (1919–1923) |
| 85  | 1922 | António Maria da Silva (للفترة الثانية) (1872–1950)                                                                                          |                     |                                 | Democratic                                           | 35، 36، 37 | أنطونيو خوسيه دي ألميدا (1919–1923) |
| 86  | | António Ginestal Machado (1874–1940) | 15 نوفمبر 1923      | 18 ديسمبر 1923                  | Nationali Republican                                 | 38         | مانويل تيكسيرا جوميز (1923–1925)    |
| 86  | — | António Ginestal Machado (1874–1940) |                     |                                 | Nationali Republican                                 | 38         | مانويل تيكسيرا جوميز (1923–1925)    |
| 86  | وقعت محاولة انقلاب فاشلة في 10 ديسمبر 1923، استقال من المنصب. | António Ginestal Machado (1874–1940) |                     |                                 |                                                      |            | مانويل تيكسيرا جوميز (1923–1925)    |
| 87  | | ألفارو دي كاسترو (للفترة الثانية) (1878–1928)                                                                                                | 18 ديسمبر 1923      | 7 يوليو 1924                    | Nationali Republican (مع Democratics)                | 39         | مانويل تيكسيرا جوميز (1923–1925)    |
| 87  | — | ألفارو دي كاسترو (للفترة الثانية) (1878–1928)                                                                                                |                     |                                 | Nationali Republican (مع Democratics)                | 39         | مانويل تيكسيرا جوميز (1923–1925)    |
| 87  | حدث صراع بين الحكومة والطيران العسكري، استقال بعدها بفترة وجيزة. | ألفارو دي كاسترو (للفترة الثانية) (1878–1928)                                                                                                |                     |                                 |                                                      |            | مانويل تيكسيرا جوميز (1923–1925)    |
| 88  | | ألفريدو رودريغوس غاسبار (1865–1938) | 7 يوليو 1924        | 22 نوفمبر 1924                  | Democratic                                           | 40         | مانويل تيكسيرا جوميز (1923–1925)    |
| 88  | — | ألفريدو رودريغوس غاسبار (1865–1938) |                     |                                 | Democratic                                           | 40         | مانويل تيكسيرا جوميز (1923–1925)    |
| 89  | | José Domingues dos Santos (1885–1958) | 22 نوفمبر 1924      | 15 فبراير 1925                  | Democratic Leftwing Republican                       | st         | مانويل تيكسيرا جوميز (1923–1925)    |
| 89  | — | José Domingues dos Santos (1885–1958) |                     |                                 | Democratic Leftwing Republican                       | st         | مانويل تيكسيرا جوميز (1923–1925)    |
| 90  | | فيتورينو كيمارايس (1876–1957) | 15 فبراير 1925      | 1 يوليو 1925                    | Democratic                                           | 42         | مانويل تيكسيرا جوميز (1923–1925)    |
| 90  | — | فيتورينو كيمارايس (1876–1957) |                     |                                 | Democratic                                           | 42         | مانويل تيكسيرا جوميز (1923–1925)    |
| 91  | | António Maria da Silva (للفترة الثالثة) (1872–1950)                                                                                          | 1 يوليو 1925        | 1 أغسطس 1925                    | Democratic                                           | 43         | مانويل تيكسيرا جوميز (1923–1925)    |
| 91  | — | António Maria da Silva (للفترة الثالثة) (1872–1950)                                                                                          |                     |                                 | Democratic                                           | 43         | مانويل تيكسيرا جوميز (1923–1925)    |
| 91  | شغل منصبه لمدة 30 يوما فقط. | António Maria da Silva (للفترة الثالثة) (1872–1950)                                                                                          |                     |                                 |                                                      |            | مانويل تيكسيرا جوميز (1923–1925)    |
| 92  | | دومينغوس لايت بيريرا (للفترة الثالثة) (1882–1956)                                                                                            | 1 أغسطس 1925        | 18 ديسمبر 1925                  | Democratic                                           | 44         | مانويل تيكسيرا جوميز (1923–1925)    |
| 92  | — | دومينغوس لايت بيريرا (للفترة الثالثة) (1882–1956)                                                                                            |                     |                                 | Democratic                                           | 44         | مانويل تيكسيرا جوميز (1923–1925)    |
| 92  | وقعت في عهده أزمة الأوراق المالية البرتغالية. | دومينغوس لايت بيريرا (للفترة الثالثة) (1882–1956)                                                                                            |                     |                                 |                                                      |            | مانويل تيكسيرا جوميز (1923–1925)    |
| 93  | | António Maria da Silva (للفترة الرابعة) (1872–1950)                                                                                          | 18 ديسمبر 1925      | 30 مايو 1926                    | Democratic                                           | 45         | برناردينو ماتشادو (1925–1926)       |
| 93  | 1925 | António Maria da Silva (للفترة الرابعة) (1872–1950)                                                                                          |                     |                                 | Democratic                                           | 45         | برناردينو ماتشادو (1925–1926)       |
| 93  | وقوع انقلاب 28 مايو 1926 وسقوط الجمهورية الأولى. | António Maria da Silva (للفترة الرابعة) (1872–1950)                                                                                          |                     |                                 |                                                      |            | برناردينو ماتشادو (1925–1926)       |

### الديكتاتورية (1926–1974)
| No.                                                   | الصورة | الاسم (الميلاد–الوفاة) | الفترة — الانتخابات | الفترة — الانتخابات | الحزب السياسي                                         | الحكومة                                               | العاهل                                                |
| Ditadura Nacional – الديكتاتورية العسكرية (1926-1932) | Ditadura Nacional – الديكتاتورية العسكرية (1926-1932) | Ditadura Nacional – الديكتاتورية العسكرية (1926-1932) | Ditadura Nacional – الديكتاتورية العسكرية (1926-1932) | Ditadura Nacional – الديكتاتورية العسكرية (1926-1932) | Ditadura Nacional – الديكتاتورية العسكرية (1926-1932) | Ditadura Nacional – الديكتاتورية العسكرية (1926-1932) | Ditadura Nacional – الديكتاتورية العسكرية (1926-1932) |
| ----------------------------------------------------- | --- | --- | --- | --- | ----------------------------------------------------- | ----------------------------------------------------- | ----------------------------------------------------- |
| 94                                                    | | José Mendes Cabeçadas Júnior (1883–1965) | 30 مايو 1926 | 19 يونيو 1926 | بدون انتماء                                           | 1 Dict.                                               | José Mendes Cabeçadas (1926)                          |
| 94                                                    | — | José Mendes Cabeçadas Júnior (1883–1965) | | | بدون انتماء                                           | 1 Dict.                                               | José Mendes Cabeçadas (1926)                          |
| 94                                                    | أجبر على الاستقالة بسبب انقلاب 28 مايو 1926. | José Mendes Cabeçadas Júnior (1883–1965) | | |                                                       |                                                       | José Mendes Cabeçadas (1926)                          |
| 95                                                    | | مانويل دي أوليفيرا جوميز دا كوستا (1863–1929) | 19 يونيو 1926 | 9 يوليو 1926 | بدون انتماء                                           | 2 Dict.                                               | مانويل دي أوليفيرا جوميز دا كوستا (1926)              |
| 95                                                    | — | مانويل دي أوليفيرا جوميز دا كوستا (1863–1929) | | | بدون انتماء                                           | 2 Dict.                                               | مانويل دي أوليفيرا جوميز دا كوستا (1926)              |
| 95                                                    | أجبر على الاستقالة بعد ثورة 9 يوليو 1926 المضادة، ونُفي إلى جزر الأزور. | مانويل دي أوليفيرا جوميز دا كوستا (1863–1929) | | |                                                       |                                                       | مانويل دي أوليفيرا جوميز دا كوستا (1926)              |
| 96                                                    | | أوسكار كارمونا (1869–1951) | 9 يوليو 1926 | 18 أبريل 1928 | بدون انتماء                                           | 3 Dict.                                               | أوسكار كارمونا (1926–1951)                            |
| 96                                                    | — | أوسكار كارمونا (1869–1951) | | | بدون انتماء                                           | 3 Dict.                                               | أوسكار كارمونا (1926–1951)                            |
| 96                                                    | وقع في عهده ثورة فبراير 1927 حدث في عهده تقشف قوي وضبط للأوضاع المالية. | أوسكار كارمونا (1869–1951) | | |                                                       |                                                       | أوسكار كارمونا (1926–1951)                            |
| 97                                                    | | José Vicente de Freitas (1869–1952) | 18 أبريل 1928 | 8 يوليو 1929 | بدون انتماء                                           | 4 Dict. 5 Dict.                                       | أوسكار كارمونا (1926–1951)                            |
| 97                                                    | — | José Vicente de Freitas (1869–1952) | | | بدون انتماء                                           | 4 Dict. 5 Dict.                                       | أوسكار كارمونا (1926–1951)                            |
| 97                                                    | استقال بسبب خلافات حكومية داخلية حول الفصل بين الكنيسة والدولة. | José Vicente de Freitas (1869–1952) | | |                                                       |                                                       | أوسكار كارمونا (1926–1951)                            |
| 98                                                    | | Artur Ivens Ferraz (1870–1933) | 8 يوليو 1929 | 21 يناير 1930 | بدون انتماء                                           | 6 Dict.                                               | أوسكار كارمونا (1926–1951)                            |
| 98                                                    | — | Artur Ivens Ferraz (1870–1933) | | | بدون انتماء                                           | 6 Dict.                                               | أوسكار كارمونا (1926–1951)                            |
| 98                                                    | استقال بسبب خلافات مع سالازار حول مستقبل الدولة. | Artur Ivens Ferraz (1870–1933) | | |                                                       |                                                       | أوسكار كارمونا (1926–1951)                            |
| 99                                                    | | Domingos da Costa e Oliveira (1873–1957) | 21 يناير 1930 | 5 يوليو 1932 | National Union                                        | 7 Dict.                                               | أوسكار كارمونا (1926–1951)                            |
| 99                                                    | — | Domingos da Costa e Oliveira (1873–1957) | | | National Union                                        | 7 Dict.                                               | أوسكار كارمونا (1926–1951)                            |
| 99                                                    | وقع في عهده انتفاضة ماديرا 1931، وثورة 26 أغسطس 1931. | Domingos da Costa e Oliveira (1873–1957) | | |                                                       |                                                       | أوسكار كارمونا (1926–1951)                            |
| إستادو نوفو (1932–1974)                               | | | | |                                                       |                                                       | أوسكار كارمونا (1926–1951)                            |
| 100                                                   | | أنطونيو سالازار (1889–1970) | 5 يوليو 1932 | 25 سبتمبر 1968 | National Union                                        | 8 Dict. 9 Dict. 10 Dict.                              | أوسكار كارمونا (1926–1951)                            |
| 100                                                   | 1934، 1938، 1942، 1945، 1949، 1953، 1957، 1961، 1965 | 1934، 1938، 1942، 1945، 1949، 1953، 1957، 1961، 1965 | Francisco Craveiro Lopes (1951–1958) | | National Union                                        | 8 Dict. 9 Dict. 10 Dict.                              |                                                       |
| 100                                                   | أطول من شغل منصب رئيس وزراء البرتغال؛ أسس نظام إستادو نوفو. أقر في عهده دستور البرتغال لعام 1933 واستقرار اقتصادي ومالي متين واندلاع الحرب الأهلية الإسبانية وثورة 1936 البحرية وتوقيع اتفاقية 1940 بين البرتغال والكرسي الرسولي وحياد البرتغال في الحرب العالمية الثانية والمشاركة في مشروع مارشال وحدث في عهده قمع الحريات المدنية والسياسية؛ البرتغال كانت من المؤسسين المشاركين الأمم المتحدة وحلف شمال الأطلسي ومنظمة التعاون الاقتصادي والتنمية ورابطة التجارة الحرة الأوروبية؛ تداعيات انتخابات الرئاسة البرتغالية 1958 والنمو الاقتصادي في عقد الستينيات وفقدان الهند البرتغالية ومحاولة انقلاب "أبريلادا" في 1961 واندلاع حرب البرتغال الاستعمارية وأزمة 1962 الأكاديمية وفيضانات لشبونة في 1967؛ استقال بعدما أصيب بنزيف دماغي. | أطول من شغل منصب رئيس وزراء البرتغال؛ أسس نظام إستادو نوفو. أقر في عهده دستور البرتغال لعام 1933 واستقرار اقتصادي ومالي متين واندلاع الحرب الأهلية الإسبانية وثورة 1936 البحرية وتوقيع اتفاقية 1940 بين البرتغال والكرسي الرسولي وحياد البرتغال في الحرب العالمية الثانية والمشاركة في مشروع مارشال وحدث في عهده قمع الحريات المدنية والسياسية؛ البرتغال كانت من المؤسسين المشاركين الأمم المتحدة وحلف شمال الأطلسي ومنظمة التعاون الاقتصادي والتنمية ورابطة التجارة الحرة الأوروبية؛ تداعيات انتخابات الرئاسة البرتغالية 1958 والنمو الاقتصادي في عقد الستينيات وفقدان الهند البرتغالية ومحاولة انقلاب "أبريلادا" في 1961 واندلاع حرب البرتغال الاستعمارية وأزمة 1962 الأكاديمية وفيضانات لشبونة في 1967؛ استقال بعدما أصيب بنزيف دماغي. | أطول من شغل منصب رئيس وزراء البرتغال؛ أسس نظام إستادو نوفو. أقر في عهده دستور البرتغال لعام 1933 واستقرار اقتصادي ومالي متين واندلاع الحرب الأهلية الإسبانية وثورة 1936 البحرية وتوقيع اتفاقية 1940 بين البرتغال والكرسي الرسولي وحياد البرتغال في الحرب العالمية الثانية والمشاركة في مشروع مارشال وحدث في عهده قمع الحريات المدنية والسياسية؛ البرتغال كانت من المؤسسين المشاركين الأمم المتحدة وحلف شمال الأطلسي ومنظمة التعاون الاقتصادي والتنمية ورابطة التجارة الحرة الأوروبية؛ تداعيات انتخابات الرئاسة البرتغالية 1958 والنمو الاقتصادي في عقد الستينيات وفقدان الهند البرتغالية ومحاولة انقلاب "أبريلادا" في 1961 واندلاع حرب البرتغال الاستعمارية وأزمة 1962 الأكاديمية وفيضانات لشبونة في 1967؛ استقال بعدما أصيب بنزيف دماغي. | أطول من شغل منصب رئيس وزراء البرتغال؛ أسس نظام إستادو نوفو. أقر في عهده دستور البرتغال لعام 1933 واستقرار اقتصادي ومالي متين واندلاع الحرب الأهلية الإسبانية وثورة 1936 البحرية وتوقيع اتفاقية 1940 بين البرتغال والكرسي الرسولي وحياد البرتغال في الحرب العالمية الثانية والمشاركة في مشروع مارشال وحدث في عهده قمع الحريات المدنية والسياسية؛ البرتغال كانت من المؤسسين المشاركين الأمم المتحدة وحلف شمال الأطلسي ومنظمة التعاون الاقتصادي والتنمية ورابطة التجارة الحرة الأوروبية؛ تداعيات انتخابات الرئاسة البرتغالية 1958 والنمو الاقتصادي في عقد الستينيات وفقدان الهند البرتغالية ومحاولة انقلاب "أبريلادا" في 1961 واندلاع حرب البرتغال الاستعمارية وأزمة 1962 الأكاديمية وفيضانات لشبونة في 1967؛ استقال بعدما أصيب بنزيف دماغي. | أمريكو توماس (1958–1974)                              |                                                       |                                                       |
| 101                                                   | | مارسيلو كايتانو (1906–1980) | 25 سبتمبر 1968 | 25 أبريل 1974 | أمريكو توماس (1958–1974)                              | National Union from 1970 People's National Action     | 11 Dict.                                              |
| 101                                                   | 1969، 1973 | مارسيلو كايتانو (1906–1980) | | | أمريكو توماس (1958–1974)                              | National Union from 1970 People's National Action     | 11 Dict.                                              |
| 101                                                   | حدث في عهده ربيع مارسيلويس 1968–70 وزلزال البرتغال 1969 والتوسع الاقتصادي (حتى عام 1973) وحروب البرتغال الاستعمارية وحظر النفط 1973 ومحاولة انقلاب مارس 1974 وثورة القرنفل. نقل جوا بعد القورة إلى ماديرا ثم نُفي في البرازيل. | مارسيلو كايتانو (1906–1980) | | | أمريكو توماس (1958–1974)                              |                                                       |                                                       |

### الجمهورية الثانية (1974–الآن)
| No.                                  | الصورة | الاسم (الميلاد–الوفاة) | الفترة — الانتخابات | الفترة — الانتخابات            | الحزب السياسي                             | الحكومة                               | الرئيس                                     |
| ثورة القرنفل (1974–1976)             | ثورة القرنفل (1974–1976) | ثورة القرنفل (1974–1976) | ثورة القرنفل (1974–1976) | ثورة القرنفل (1974–1976)       | ثورة القرنفل (1974–1976)                  | ثورة القرنفل (1974–1976)              | ثورة القرنفل (1974–1976)                   |
| ------------------------------------ | --- | --- | --- | ------------------------------ | ----------------------------------------- | ------------------------------------- | ------------------------------------------ |
| —                                    | | National Salvation Junta يتكون من: أنطونيو دي سبينولا، فرانسيسكو دا كوستا غوميز Jaime Silvério Marques، ديوغو نيتو، Carlos Galvão de Melo José Baptista Pinheiro de Azevedo، António Alva Rosa Coutinho | 25 أبريل 1974 | 16 مايو 1974                   | بدون انتماء                               | —                                     | أنطونيو دي سبينولا (1974)                  |
| —                                    | — | National Salvation Junta يتكون من: أنطونيو دي سبينولا، فرانسيسكو دا كوستا غوميز Jaime Silvério Marques، ديوغو نيتو، Carlos Galvão de Melo José Baptista Pinheiro de Azevedo، António Alva Rosa Coutinho | |                                | بدون انتماء                               | —                                     | أنطونيو دي سبينولا (1974)                  |
| —                                    | شُكل المجلس العسكري للحفاظ على الحكومة بعد ثورة القرنفل. | National Salvation Junta يتكون من: أنطونيو دي سبينولا، فرانسيسكو دا كوستا غوميز Jaime Silvério Marques، ديوغو نيتو، Carlos Galvão de Melo José Baptista Pinheiro de Azevedo، António Alva Rosa Coutinho | |                                |                                           |                                       | أنطونيو دي سبينولا (1974)                  |
| 102                                  | Adelino da Palma Carlos - Ilustração Portugueza (09Fev1924).png | Adelino da Palma Carlos (1905–1992) | 16 مايو 1974 | 18 يوليو 1974                  | مستقل                                     | Prov. I                               | أنطونيو دي سبينولا (1974)                  |
| 102                                  | Adelino da Palma Carlos - Ilustração Portugueza (09Fev1924).png | Adelino da Palma Carlos (1905–1992) | — |                                | مستقل                                     | Prov. I                               | أنطونيو دي سبينولا (1974)                  |
| 102                                  | Adelino da Palma Carlos - Ilustração Portugueza (09Fev1924).png | Adelino da Palma Carlos (1905–1992) | هو محام ومعارض لإستاندو نوفو، عين لرئاسة الوزراء. استقال بسبب خلافات حول الجدول الزمني للانتخابات. |                                |                                           |                                       | أنطونيو دي سبينولا (1974)                  |
| 103                                  | Vasco Goncalves 1982 Henrique Matos 01 (cropped).jpg | فاسكو غونسالفيس (1921–2005) | 18 يوليو 1974 | 19 سبتمبر 1975                 | مستقل                                     | Prov. II                              | أنطونيو دي سبينولا (1974)                  |
| 103                                  | Vasco Goncalves 1982 Henrique Matos 01 (cropped).jpg | فاسكو غونسالفيس (1921–2005) | 18 يوليو 1974 | 19 سبتمبر 1975                 | مستقل                                     | Prov. III                             | أنطونيو دي سبينولا (1974)                  |
| 103                                  | Vasco Goncalves 1982 Henrique Matos 01 (cropped).jpg | فاسكو غونسالفيس (1921–2005) | 18 يوليو 1974 | 19 سبتمبر 1975                 | مستقل                                     | Prov. IV                              | فرانسيسكو دا كوستا غوميز (1974–1976)       |
| 103                                  | Vasco Goncalves 1982 Henrique Matos 01 (cropped).jpg | فاسكو غونسالفيس (1921–2005) | 18 يوليو 1974 | 19 سبتمبر 1975                 | مستقل                                     | Prov. V                               | فرانسيسكو دا كوستا غوميز (1974–1976)       |
| 103                                  | Vasco Goncalves 1982 Henrique Matos 01 (cropped).jpg | فاسكو غونسالفيس (1921–2005) | 1975 Cst. |                                | مستقل                                     |                                       | فرانسيسكو دا كوستا غوميز (1974–1976)       |
| 103                                  | Vasco Goncalves 1982 Henrique Matos 01 (cropped).jpg | فاسكو غونسالفيس (1921–2005) | عقيد في الجيش؛ حدث في عهده بداية إنهاء استعمار المستعمرات البرتغالية في أفريقيا وتأميم البنوك وشركات التأمين بعد أحداث 11 مارس 1975 والإصلاح الزراعي وإدخال حد أدنى للأجور. أقاله الرئيس فرانسيسكو دا كوستا غوميز. |                                |                                           |                                       | فرانسيسكو دا كوستا غوميز (1974–1976)       |
| 104                                  | | José Baptista Pinheiro de Azevedo (1917–1983) | 19 سبتمبر 1975 | 23 يونيو 1976                  | مستقل                                     | Prov. VI                              | فرانسيسكو دا كوستا غوميز (1974–1976)       |
| 104                                  | — | José Baptista Pinheiro de Azevedo (1917–1983) | |                                | مستقل                                     | Prov. VI                              | فرانسيسكو دا كوستا غوميز (1974–1976)       |
| 104                                  | اميرال وقع على إعلان استقلال أنغولا ونهاية الحرب الاستعمارية البرتغالية؛ حصار البرلمان في نوفمبر 1975. وقوع انقلاب 25 نوفمبر 1975 والموافقة على الدستور الجديد. | José Baptista Pinheiro de Azevedo (1917–1983) | |                                |                                           |                                       | فرانسيسكو دا كوستا غوميز (1974–1976)       |
| —                                    | | فاسكو دي ألميدا إي كوستا (1932–2010) بالوكالة | 23 يونيو 1976 | 23 يوليو 1976                  | مستقل                                     | (Prov. VI)                            | فرانسيسكو دا كوستا غوميز (1974–1976)       |
| —                                    | — | فاسكو دي ألميدا إي كوستا (1932–2010) بالوكالة | |                                | مستقل                                     | (Prov. VI)                            | فرانسيسكو دا كوستا غوميز (1974–1976)       |
| —                                    | وزير الإدارة الداخلية في عهد بينهيرو دي أزيفيدو؛ أصبح رئيسا مؤقتا للوزراء بعدما أصيب أزيفيدو بنوبة قلبية. | فاسكو دي ألميدا إي كوستا (1932–2010) بالوكالة | |                                |                                           |                                       | فرانسيسكو دا كوستا غوميز (1974–1976)       |
| جمهورية البرتغال الثالثة (1976–الآن) | | | |                                |                                           |                                       |                                            |
| 105                                  | | ماريو سواريز (1924–2017) | 23 يوليو 1976 | 28 أغسطس 1978                  | الحزب الاشتراكي (البرتغال)                | I[Min.]                               | أنطونيو راماليو ايانس (1976–1986)          |
| 105                                  | II | ماريو سواريز (1924–2017) | 23 يوليو 1976 | 28 أغسطس 1978                  | الحزب الاشتراكي (البرتغال)                |                                       | أنطونيو راماليو ايانس (1976–1986)          |
| 105                                  | 1976 | ماريو سواريز (1924–2017) | |                                | الحزب الاشتراكي (البرتغال)                |                                       | أنطونيو راماليو ايانس (1976–1986)          |
| 105                                  | أول رئيس وزراء معين ديمقراطيا؛ وقع في عهده أزمة 1976-1978 الاقتصادية وأخذه قرض من صندوق النقد الدولي وتقديم ترشيح البرتغال إلى المجموعة الاقتصادية الأوروبية؛ استقال بعد خلافه مع المركز الديمقراطي والاجتماعي - حزب الشعب ‏. | ماريو سواريز (1924–2017) | |                                |                                           |                                       | أنطونيو راماليو ايانس (1976–1986)          |
| 106                                  | | ألفريدو كوستا ‏ (1923–1996) | 28 أغسطس 1978 | 22 نوفمبر 1978                 | مستقل                                     | III                                   | أنطونيو راماليو ايانس (1976–1986)          |
| 106                                  | — | ألفريدو كوستا ‏ (1923–1996) | |                                | مستقل                                     | III                                   | أنطونيو راماليو ايانس (1976–1986)          |
| 106                                  | عين بترشيح رئاسي. استقال بعد فشل حكومته في الحصول على دعم البرلمان. | ألفريدو كوستا ‏ (1923–1996) | |                                |                                           |                                       | أنطونيو راماليو ايانس (1976–1986)          |
| 107                                  | | كارلوس موتا بينتو (1936–1985) | 22 نوفمبر 1978 | 1 أغسطس 1979                   | مستقل                                     | IV                                    | أنطونيو راماليو ايانس (1976–1986)          |
| 107                                  | — | كارلوس موتا بينتو (1936–1985) | |                                | مستقل                                     | IV                                    | أنطونيو راماليو ايانس (1976–1986)          |
| 107                                  | عين بترشيح رئاسي؛ استقال بعد فشله في تمرير سياسات في البرلمان. | كارلوس موتا بينتو (1936–1985) | |                                |                                           |                                       | أنطونيو راماليو ايانس (1976–1986)          |
| 108                                  | | Maria de Lourdes Ruivo da Silva de Matos Pintasilgo (1930–2004) | 1 أغسطس 1979 | 3 يناير 1980                   | مستقل                                     | V                                     | أنطونيو راماليو ايانس (1976–1986)          |
| 108                                  | — | Maria de Lourdes Ruivo da Silva de Matos Pintasilgo (1930–2004) | |                                | مستقل                                     | V                                     | أنطونيو راماليو ايانس (1976–1986)          |
| 108                                  | عينت بترشيح رئاسي. وهي رئيسة وزراء البرتغال الأولى والوحيدة؛ مؤسسة الخدمة الصحية الوطنية. | Maria de Lourdes Ruivo da Silva de Matos Pintasilgo (1930–2004) | |                                |                                           |                                       | أنطونيو راماليو ايانس (1976–1986)          |
| 109                                  | | فرانسيسكو دي سا كارنيرو (1934–1980) | 3 يناير 1980 | 4 ديسمبر 1980 (توفي في المنصب) | الحزب الديمقراطي الاجتماعي (البرتغال)     | VI                                    | أنطونيو راماليو ايانس (1976–1986)          |
| 109                                  | 1979 ‏، 1980 ‏ | فرانسيسكو دي سا كارنيرو (1934–1980) | |                                | الحزب الديمقراطي الاجتماعي (البرتغال)     | VI                                    | أنطونيو راماليو ايانس (1976–1986)          |
| 109                                  | أول رئيس وزراء من يمين الوسط منذ الثورة. وقع في عهده زلزال جزر الأزور 1980 ‏ عام 1980؛ توفي في حادث تحطم طائرة. | فرانسيسكو دي سا كارنيرو (1934–1980) | |                                |                                           |                                       | أنطونيو راماليو ايانس (1976–1986)          |
| —                                    | | ديوغو دي فريتاس دو أمارال (1941–2019) بالوكالة | 4 ديسمبر 1980 | 9 يناير 1981                   | المركز الديمقراطي والاجتماعي - حزب الشعب ‏ | (VI)                                  | أنطونيو راماليو ايانس (1976–1986)          |
| —                                    | — | ديوغو دي فريتاس دو أمارال (1941–2019) بالوكالة | |                                | المركز الديمقراطي والاجتماعي - حزب الشعب ‏ | (VI)                                  | أنطونيو راماليو ايانس (1976–1986)          |
| —                                    | نائب رئيس الوزراء ووزير الخارجية في عهد فرانسيسكو سا كارنيرو؛ رئيس الوزراء المؤقت بعد وفاة سا كارنيرو. | ديوغو دي فريتاس دو أمارال (1941–2019) بالوكالة | |                                |                                           |                                       | أنطونيو راماليو ايانس (1976–1986)          |
| 110                                  | | فرانسيسكو بينتو بالسمانها ‏ (1937–) | 9 يناير 1981 | 9 يونيو 1983                   | الحزب الديمقراطي الاجتماعي (البرتغال)     | VII                                   | أنطونيو راماليو ايانس (1976–1986)          |
| 110                                  | VIII | فرانسيسكو بينتو بالسمانها ‏ (1937–) | 9 يناير 1981 | 9 يونيو 1983                   | الحزب الديمقراطي الاجتماعي (البرتغال)     |                                       | أنطونيو راماليو ايانس (1976–1986)          |
| 110                                  | — | فرانسيسكو بينتو بالسمانها ‏ (1937–) | |                                | الحزب الديمقراطي الاجتماعي (البرتغال)     |                                       | أنطونيو راماليو ايانس (1976–1986)          |
| 110                                  | شهدت البلاد تنقيحًا دستوريًا في عام 1982 وإلغاءً لمجلس الثورة وتأسيس المحكمة الدستورية وأول إضراب عام في العهد الديمقراطي، استقال بعد هزيمة في الانتخابات المحلية. | فرانسيسكو بينتو بالسمانها ‏ (1937–) | |                                |                                           |                                       | أنطونيو راماليو ايانس (1976–1986)          |
| 111                                  | | ماريو سواريز (1924–2017) (للفترة الثانية) | 9 يونيو 1983 | 6 نوفمبر 1985                  | الحزب الاشتراكي (البرتغال)                | IX                                    | أنطونيو راماليو ايانس (1976–1986)          |
| 111                                  | 1983 ‏ | ماريو سواريز (1924–2017) (للفترة الثانية) | |                                | الحزب الاشتراكي (البرتغال)                | IX                                    | أنطونيو راماليو ايانس (1976–1986)          |
| 111                                  | انضمام البرتغال للجماعة الاقتصادية الأوروبية وفضيحة دونا برانكا والأزمة الاقتصادية 1983-1985 وقرض صندوق النقد الدولي وحادث قطار مويمنتا ألكاتشي؛ استقال بعد تفكك ائتلاف الكتلة المركزية. | ماريو سواريز (1924–2017) (للفترة الثانية) | |                                |                                           |                                       | أنطونيو راماليو ايانس (1976–1986)          |
| 112                                  | | أنيبال كافاكو سيلفا (1939–) | 6 نوفمبر 1985 | 28 أكتوبر 1995                 | الحزب الديمقراطي الاجتماعي (البرتغال)     | X[Min.]                               | أنطونيو راماليو ايانس (1976–1986)          |
| 112                                  | XI | أنيبال كافاكو سيلفا (1939–) | 6 نوفمبر 1985 | 28 أكتوبر 1995                 | الحزب الديمقراطي الاجتماعي (البرتغال)     | ماريو سواريز (1986–1996)              |                                            |
| 112                                  | XII | أنيبال كافاكو سيلفا (1939–) | 6 نوفمبر 1985 | 28 أكتوبر 1995                 | الحزب الديمقراطي الاجتماعي (البرتغال)     | ماريو سواريز (1986–1996)              |                                            |
| 112                                  | 1985، 1987، 1991 | أنيبال كافاكو سيلفا (1939–) | |                                | الحزب الديمقراطي الاجتماعي (البرتغال)     | ماريو سواريز (1986–1996)              |                                            |
| 112                                  | أطول من شغل منصب رئيس وزراء في الديمقراطية والثالث في التاريخ البرتغالي؛ تميز عهده بالنمو الاقتصادي وخصخصة العديد من الصناعات التي كانت مملوكة للدولة؛ وكانت المرة الأولى التي يحصل فيها حزب واحد على أغلبية مطلقة منذ الثورة وحدوث حريق كيدو في عام 1988 والتعديلات الدستورية لعامي 1989 و1992 واحتجاجات الشرطة والتوقيع على معاهدة ماستريخت ونهاية الحرب الباردة واتفاقيات بيسيس وقت حرب الخليج الثانية ورئاسة البرتغال لمجلس الاتحاد الأوروبي في عام 1992 وتقنين القنوات التلفزيونية الخاصة والركود في أوائل التسعينيات وأعمال الشغب ضد الرسوم على جسر 25 أبريل. | أنيبال كافاكو سيلفا (1939–) | |                                |                                           | ماريو سواريز (1986–1996)              |                                            |
| 113                                  | | أنطونيو غوتيريش (1949–) | 28 أكتوبر 1995 | 6 أبريل 2002                   | الحزب الاشتراكي (البرتغال)                | ماريو سواريز (1986–1996)              | XIII[Min.]                                 |
| 113                                  | XIV[Min.] | أنطونيو غوتيريش (1949–) | 28 أكتوبر 1995 | 6 أبريل 2002                   | الحزب الاشتراكي (البرتغال)                | خورخي سامبايو (1996–2006)             |                                            |
| 113                                  | XIV[Min.] | أنطونيو غوتيريش (1949–) | 1995، 1999 |                                | الحزب الاشتراكي (البرتغال)                | خورخي سامبايو (1996–2006)             |                                            |
| 113                                  | حدث في عهده النمو الاقتصادي وإكسبو 98 واستفتاءات الإجهاض والأقاليم لعام 1998 وزلزال جزر الأزور في عام 1998 و انتقال السيادة على ماكاو وقضية تيمور الشرقية، التعديلات الدستورية لعامي 1997 و2001 والرئاسة البرتغالية لمجلس الاتحاد الأوروبي في عام 2000، كارثة جسر هينتز ريبيرو وإلغاء تجريم تعاطي المخدرات وانضمام البرتغال إلى العملة الأوروبية الموحدة. استقال بعد نتائج حزبه الكارثية في الانتخابات المحلية لعام 2001. | أنطونيو غوتيريش (1949–) | |                                |                                           | خورخي سامبايو (1996–2006)             |                                            |
| 114                                  | | دوراو باروسو (1956–) | 6 أبريل 2002 | 17 يوليو 2004                  | الحزب الديمقراطي الاجتماعي (البرتغال)     | خورخي سامبايو (1996–2006)             | XV                                         |
| 114                                  | 2002 ‏ | دوراو باروسو (1956–) | |                                | الحزب الديمقراطي الاجتماعي (البرتغال)     | خورخي سامبايو (1996–2006)             | XV                                         |
| 114                                  | حادثة تسريب النفط من الناقلة برستيج ‏ وحرائق الغابات البرتغالية وفضيحة الاعتداء الجنسي على الأطفال في كازا بيا وحرب العراق وبطولة أمم أوروبا 2004؛ التنقيح الدستوري لعام 2004؛ استقال ليصبح رئيس المفوضية الأوروبية. | دوراو باروسو (1956–) | |                                |                                           | خورخي سامبايو (1996–2006)             |                                            |
| 115                                  | | بيدرو سانتانا لوبيس (1956–) | 17 يوليو 2004 | 12 مارس 2005                   | الحزب الديمقراطي الاجتماعي (البرتغال)     | خورخي سامبايو (1996–2006)             | XVI                                        |
| 115                                  | — | بيدرو سانتانا لوبيس (1956–) | |                                | الحزب الديمقراطي الاجتماعي (البرتغال)     | خورخي سامبايو (1996–2006)             | XVI                                        |
| 115                                  | عمدة لشبونة (2002-2004 ، 2005). رأس الوزاء خوسيه مانويل باروسو كرئيس للوزراء. استقال بسبب حل الرئيس للبرلمان. | بيدرو سانتانا لوبيس (1956–) | |                                |                                           | خورخي سامبايو (1996–2006)             |                                            |
| 116                                  | | جوزيه سوكراتيس (1957–) | 12 مارس 2005 | 21 يونيو 2011                  | الحزب الاشتراكي (البرتغال)                | خورخي سامبايو (1996–2006)             | XVII                                       |
| 116                                  | XVIII[Min.] | جوزيه سوكراتيس (1957–) | 12 مارس 2005 | 21 يونيو 2011                  | الحزب الاشتراكي (البرتغال)                | أنيبال كافاكو سيلفا (2006–2016)       |                                            |
| 116                                  | XVIII[Min.] | جوزيه سوكراتيس (1957–) | 2005، 2009 |                                | الحزب الاشتراكي (البرتغال)                | أنيبال كافاكو سيلفا (2006–2016)       |                                            |
| 116                                  | المرة الأولى التي فاز فيها الحزب الاشتراكي بأغلبية مطلقة. حدث في عهده التنقيح الدستوري لعام 2005 وحرائق الغابات البرتغالية 2005 واستفتاء الإجهاض لعام 2007 والرئاسة البرتغالية لمجلس الاتحاد الأوروبي 2007 ومعاهدة لشبونة وفضيحة أوكولتا وتشريع زواج المثليين والحركة المناهضة للتقشف في البرتغال وأزمة البرتغال المالية 2010- 2014؛ استقال بعد فشله في تمرير إجراءات التقشف في البرلمان. | جوزيه سوكراتيس (1957–) | |                                |                                           | أنيبال كافاكو سيلفا (2006–2016)       |                                            |
| 117                                  | | Pedro Manuel Mamede Passos Coelho (1964–) | 21 يونيو 2011 | 26 نوفمبر 2015                 | الحزب الديمقراطي الاجتماعي (البرتغال)     | أنيبال كافاكو سيلفا (2006–2016)       | الحكومة الدستورية البرتغالية التاسعة عشرة ‏ |
| 117                                  | الحكومة الدستورية البرتغالية العشرون ‏[Min.] | Pedro Manuel Mamede Passos Coelho (1964–) | 21 يونيو 2011 | 26 نوفمبر 2015                 | الحزب الديمقراطي الاجتماعي (البرتغال)     | أنيبال كافاكو سيلفا (2006–2016)       |                                            |
| 117                                  | 2011، 2015 | Pedro Manuel Mamede Passos Coelho (1964–) | |                                | الحزب الديمقراطي الاجتماعي (البرتغال)     | أنيبال كافاكو سيلفا (2006–2016)       |                                            |
| 117                                  | خدث في عهده أزمة البرتغال المالية 2010- 2014 وحزمة إنقاذ للبرتغال من صندوق النقد الدولي/البنك المركزي الأوروبي واحتجاجات جماهيرية 15 سبتمبر 2012 والموافقة على الميثاق المالي الأوروبي والأزمة الحكومية 2013 والتعديل الوزاري. فضيحة غسيل الأموال واعتقال رئيس الوزراء السابق خوسيه سقراط؛ فاز في انتخابات عام 2015 لكنه خسر أغلبيته. عزل من منصبه بعد تصويت بحجب الثقة. | Pedro Manuel Mamede Passos Coelho (1964–) | |                                |                                           | أنيبال كافاكو سيلفا (2006–2016)       |                                            |
| 118                                  | | أنطونيو كوستا (1961–) | 26 نوفمبر 2015 | 2 أبريل 2024                   | الحزب الاشتراكي (البرتغال)                | أنيبال كافاكو سيلفا (2006–2016)       | XXI[Min.]                                  |
| 118                                  | XXII[Min.] | أنطونيو كوستا (1961–) | 26 نوفمبر 2015 | 2 أبريل 2024                   | الحزب الاشتراكي (البرتغال)                | مارسيلو ريبيلو دي سوزا (2016–present) |                                            |
| 118                                  | XXIII | أنطونيو كوستا (1961–) | 26 نوفمبر 2015 | 2 أبريل 2024                   | الحزب الاشتراكي (البرتغال)                | مارسيلو ريبيلو دي سوزا (2016–present) |                                            |
| 118                                  | 2019، 2022 | أنطونيو كوستا (1961–) | |                                | الحزب الاشتراكي (البرتغال)                | مارسيلو ريبيلو دي سوزا (2016–present) |                                            |
| 118                                  | وقع في عهده حرائق غابات البرتغال 2017 وفضيحة سرقة الأسلحة تانكوس وحرائق الغابات الأيبيرية في أكتوبر 2017 وجائحة فيروس كورونا وانهيار سوق الأسهم في 2020 والركود الذي تلاه ورئاسة البرتغال لمجلس الاتحاد الأوروبي في 2021 وارتفاع التضخم 2021–2023، استقال بعد عملية تحقيق في الفساد | أنطونيو كوستا (1961–) | |                                |                                           | مارسيلو ريبيلو دي سوزا (2016–present) |                                            |
| 119                                  | | Luís Filipe Montenegro Cardoso de Morais Esteves (1973–) | 2 أبريل 2024 | في المنصب                      | الحزب الديمقراطي الاجتماعي (البرتغال)     | مارسيلو ريبيلو دي سوزا (2016–present) | XXIV[Min.]                                 |
| 119                                  | 2024 | Luís Filipe Montenegro Cardoso de Morais Esteves (1973–) | |                                | الحزب الديمقراطي الاجتماعي (البرتغال)     | مارسيلو ريبيلو دي سوزا (2016–present) | XXIV[Min.]                                 |
| 119                                  | حكومة الأقلية بقيادة ائتلاف التحالف الديمقراطي؛ حدث في عهده حرائق الغابات في البرتغال 2024. | Luís Filipe Montenegro Cardoso de Morais Esteves (1973–) | |                                |                                           | مارسيلو ريبيلو دي سوزا (2016–present) |                                            |

## روابط خارجية
- WORLD STATESMEN.org (Portugal)
- Prime Ministers since 1910
- Portuguese General Elections since 1820